# 星野仙一

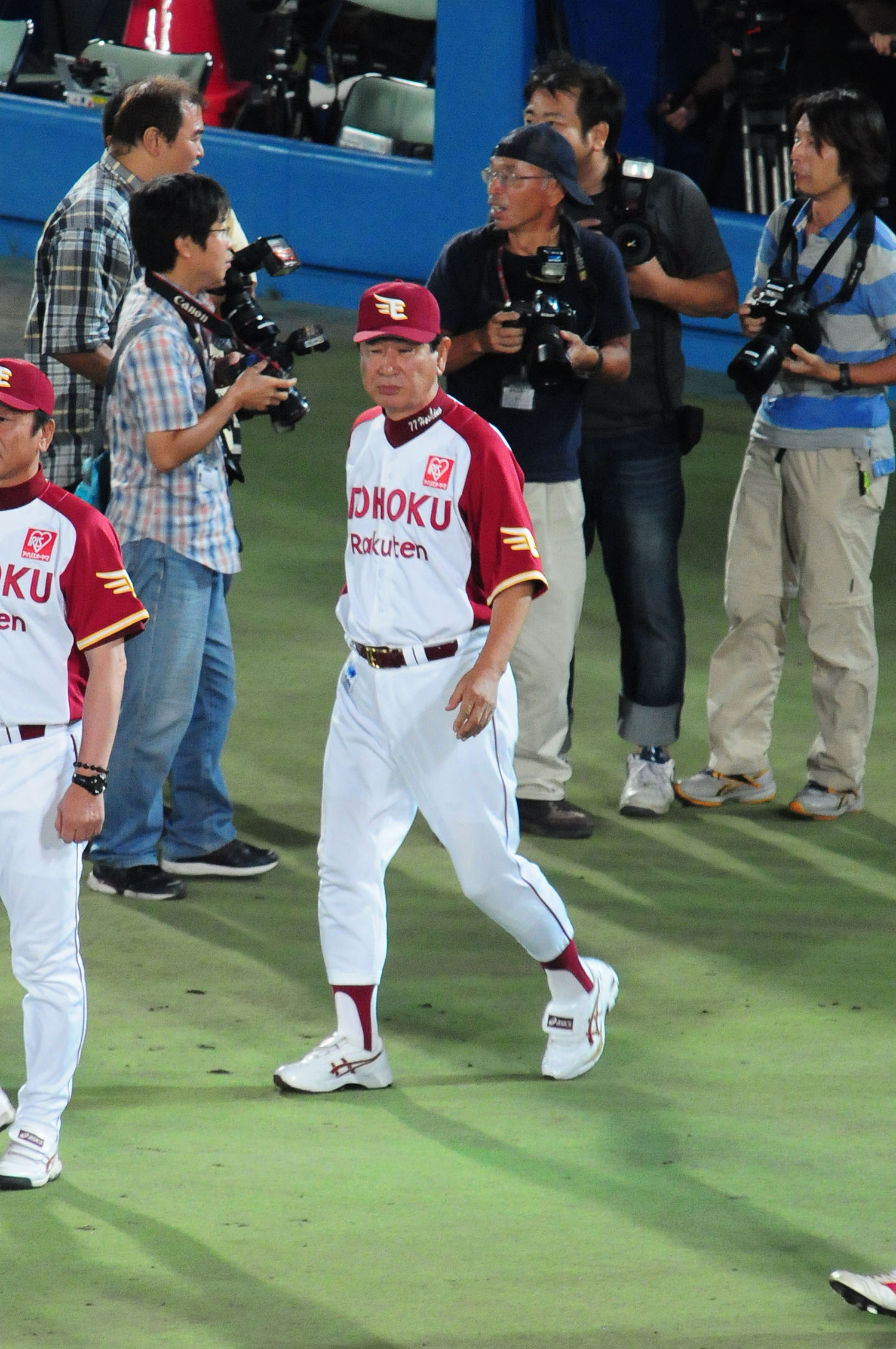
楽天監督時代（2011年8月30日、こまちスタジアムにて）

星野 仙一（ほしの せんいち、1947年〈昭和22年〉1月22日 - 2018年〈平成30年〉1月4日）は、日本のプロ野球選手・監督、野球解説者、タレント、コメンテーター。
岡山県児島郡福田村（後の福田町。1953年に倉敷市と合併）出身。現役選手時代のポジションは投手で、1969年から1982年にかけて中日ドラゴンズで主戦格投手として活躍し、1974年・1982年には中日のセ・リーグ優勝に貢献した。また、1974年には沢村賞に加えてリーグ初となる最多セーブ投手のタイトルを獲得している。
現役引退後は中日・阪神タイガース・東北楽天ゴールデンイーグルスの3球団で監督を務め、1988年・1999年には中日を、2003年には阪神をそれぞれセ・リーグ優勝させ、2013年には楽天を球団創設後初となるパ・リーグ優勝と日本一に導いた。また、2008年には北京オリンピック野球日本代表の監督も務め、4位まで導いた。2014年限りで楽天監督を退任し、2015年より死去まで株式会社楽天野球団取締役副会長を務めた。
愛称は「燃える男」「闘将」「仙（さん・ちゃん）」など。「仙（さん・ちゃん）」の愛称は、中日入団時から1975年まで同姓の星野秀孝がチームメイトだったことから、その間の自身の名前表記が「星野仙」であったことに由来する。

## 経歴

### プロ入りまで
生誕する直前の1946年12月12日、岡山県にある三菱重工水島（現三菱自動車工業水島製作所）に勤務していた父・仙蔵はがんのため他界しており、父親の顔を知らずに育つ。
小学4年生の時、姉に高校野球を見に連れて行かれたことをきっかけに野球を始める。
高校進学に際しては、当時は岡山東商とともに"岡山2強"と呼ばれていた倉敷工業への進学を当初希望していた。しかし当時はまだ数回しか甲子園に出場していなかった倉敷商業の野球部部長・角田有三教諭から「君の力で、倉商を甲子園に連れていってくれ」と口説かれて進学。そして星野が入学してからの倉敷商はどんどんと力を付け、志望していた倉敷工以上の成績を残すようになった。
2年生の時はエースとして1963年夏の岡山大会準決勝に進むが岡山東商に0-1で敗退。同年の秋季中国大会準決勝は津山商に1点差で敗れる。翌1964年夏も東中国大会決勝まで進んだが、鳥取県の米子南高に2-3で敗れ、今一歩で甲子園出場は叶わなかった。県内の1学年下には後の横浜大洋ホエールズに入る岡山東商・平松政次がおり、高校時代にも直接対決したことがある。また、ヤクルトスワローズで活躍した松岡弘は、高校時代の1年後輩にあたる。星野が卒業し、松岡がエースとなった翌年も夏の岡山大会準決勝まで進んだが平松を擁する岡山東商に日没引き分け再試合で敗れ、倉敷商は甲子園出場を逃している。当時広島東洋カープのエースだった池田英俊のピッチングフォームの分解写真を見て、自分のフォームを研究し、写真を通してではあるが高校時代の目標であり、恩師のような存在と記している。
高校卒業後は明治大学政治経済学部経済学科に進学。同級生にビートたけしがいた。大学は東京なら早稲田大学、大阪なら村山実の母校の関西大学と決めていたが、倉敷商の矢吹怗一監督から「おれの母校の明大に行け」と命じられて明治大学に進学したという。野球部では1年生から一軍メンバーとして活躍し、東京六大学野球リーグで通算63試合に登板し23勝24敗、防御率1.91、199奪三振。1968年度主将。2年生秋には対立教大学戦でノーヒットノーランを記録した。しかし田淵幸一・山本浩司・富田勝の「法政三羽ガラス」率いる法政大学や、谷沢健一、荒川尭らを擁する早稲田大学に阻まれ、一度もリーグ優勝には届かなかった。4年時の1968年秋季リーグは、投手陣に同期の池島和彦、打線も小野寺重之、辻哲也など実力者が揃い優勝が期待されたが、3位に終わる。
大学時代は島岡吉郎監督の薫陶を受け、卒業後も「オヤジ」「明治大学野球学部島岡学科出身」と慕うなど、その後の人生に大きな影響を受けた。また島岡から体罰を受けることがない（島岡が37年間で指導した歴代部員1000人超の中で、一度も殴られなかったのは高田繁と星野だけ）というくらい寵愛された。星野曰く、「俺は要領がよかったから」とのことだが、島岡は「星野は理屈が多くてな。1発殴ると50発くらい理屈が返ってきそうなのでなあ」と、星野を殴らなかった理由を語っている。島岡からは「命懸けでいけ」、「魂を込めろ」、「誠を持て」の3つの教えを徹底的に仕込まれたという。
血液型はO型。

### プロ選手時代
1968年のプロ野球ドラフト会議にて水原茂が監督に就任したばかりの中日ドラゴンズから1位指名を受け、入団。自身は阪神ファンであったが阪神と明治大学の仲が悪く阪神から指名された場合、社会人野球に行くこととなっていた。少年時代から阪神タイガース投手の村山実に憧れており、村山と同じ背番号11を着けたかったが空いていなかったため、代わりに数字を倍にした22を希望した。
入団1年目の1969年は、5月8日の巨人戦で黒江透修からサヨナラ二塁打、7月10日の滝安治からサヨナラ二塁打を打たれるも、49試合に登板し、8勝を記録する。規定投球回（13位、防御率3.11）にも達した。またこの年の10月10日の巨人対中日戦で金田正一（巨人）が通算400勝を達成した試合の中日の敗戦投手が星野であり、自身も「歴史的な試合で名を残せて良かった」と後々まで語っていた。
入団3年目の1971年に中日のエースナンバーである20へ変更。
1971年に肘を痛めてから速球は影を潜めたが、変化球を駆使し、先発・リリーフとして活躍、チーム事情もあり、14年間の選手生活の中で、先発中心で起用されたのは5年ほどしかない。現役通算で8回の2桁勝利（15勝以上4回）、2回の2桁セーブを記録している。1974年には初代最多セーブのタイトルと沢村賞を獲得するなど、巨人のV10を阻みチーム20年ぶり、2度目のセントラル・リーグ優勝に大きく貢献。優勝を決めた試合では、胴上げ投手となった。ロッテオリオンズとの日本シリーズでは実質的に3度リリーフに失敗するなど振るわず、最終戦となった第6戦目には弘田澄男に決勝タイムリーを打たれ、チームも2勝4敗で敗れた。1975年は5勝4セーブにとどまるが、防御率2.77（リーグ5位）の好成績を残す。また9月10日には投手ながらに自身が本塁打を放った。
1977年は自身最多の18勝を記録し、防御率3.53（自己最高のリーグ4位）と好調を維持する。
1978年8月17日に大洋戦で福嶋久晃からサヨナラ安打、9月19日、20日のヤクルト戦でそれぞれ船田和英、杉浦亨から2試合連続でサヨナラ本塁打を打たれた。
1981年シーズンからは投手コーチ補佐を兼任。珍プレーとして有名な宇野ヘディング事件が起きた時にマウンドに立っていたのも星野だった（1981年8月26日、対巨人戦（後楽園球場）、打者は山本功児）。当時、巨人は前年より連続試合得点記録を更新し続けており、この時星野は、後輩の小松辰雄と「どちらが先に巨人を完封するか」を賭けていた（捕手の中尾孝義談）。だが宇野勝の失策により得点を許したため、星野はカバーに入っていた本塁ベース後方でグラブを叩きつけた。
1982年シーズンは、チームはリーグ優勝を果たしたが、星野は18試合に登板したが3勝5敗という自己最低の成績に終わり、11月21日のファン感謝デーで現役引退を発表。1983年4月3日、ナゴヤ球場にて行われた阪急ブレーブスとのオープン戦が引退試合となり、先発として登板。先頭打者の福本豊に左前安打を打たれている。引退の際、マウンドへ花束を届けに行ったのは親友である歌手の小田和正だった。
ドラフトに際しては、巨人と星野との間に「田淵幸一を1位指名できなかった場合に外れ1位として指名する」との密約が事前にあったとしている。しかし巨人は高校生投手の島野修を1位指名し、星野は「ホシとシマの間違いじゃないか」と悔しがった。この出来事が、現役時代から指導者時代に至るまで一貫する打倒巨人のスタンスを形成させたといわれる。通算成績でも、長嶋茂雄・王貞治らが活躍したV9時代を含む巨人を相手に、35勝31敗と勝ち越しを記録し、巨人キラーとしてその名を轟かせた。巨人戦30勝以上を記録する投手の中で勝ち越しているのは平松政次、川口和久と星野のみで、最高勝率は星野である。星野本人は「野球中継は当時巨人戦が多く、当時の巨人主催試合の試合開始時間が18時20分で、地元の岡山での放送は20時頃に中継が始まるので、その間に監督から投手交代を告げられないように投げていた。家族や友達に自分が投げていることを見せたかった」と語ったことがある。なお巨人が星野の指名を回避したのは、星野が大学2年の時に肘を痛めており、当初は医者に「もう肘は治らない」と言われたものの一応と出された薬を飲んでいた所、肘は治ったがその後に巨人が星野が肘か肩を壊しているという情報を入手したことが理由だという。王貞治には対戦成績195打数62安打、打率.318、被本塁打は24本と打ち込まれた一方で、長嶋茂雄は111打数26安打、打率.234に抑え込んでいる。
巨人キラーと同時に阪神キラーでもあり、巨人を上回る通算36勝を阪神から挙げている。1973年10月20日、9年ぶりの優勝を目指す阪神に対し完投勝利を挙げた。しかし星野本人は阪神と優勝争いしていた巨人に優勝させたくないと考え、この試合では「負けてもええわ」「オレの球を打ってくれ」の気持ちで投げていた。しかし、阪神打線は凡打を重ねて敗戦し、2日後の阪神との優勝決定戦となる最終戦に勝利した巨人は逆転でV9を達成した。なお、この日阪神の先発投手であった江夏豊は「後で聞いたら仙ちゃんは『巨人より阪神に勝ってもらいたいからど真ん中に投げた』と言っていたけれど、あれはウソ。どう見ても必死で投げていたよ」と星野の話を否定している。
星野はテレビ番組で「監督に逆らえる選手がいないのがさびしい。選手交代された時に『大丈夫です。まだやれます』という気持ちがある選手が欲しい」と語ったことがあるが、1977年から79年まで一軍投手コーチを務めた稲尾和久は「打ち込まれてしまって星野自身が投手交代をベンチに要求してくるので交替させてやったら、さも交替させられたことが悔しそうにグローブを投げ捨てた」と、メディア向けの星野によるパフォーマンスであったと指摘している。また中日のヘッドコーチ兼投手コーチ、監督を務めた近藤貞雄は「プライドの高い投手だった。盛りを過ぎてからでも、自分があくまでエースのつもりだった。」と指摘している。

### 引退後

#### 第1次解説者・中日監督時代
1983年から1986年までNHKで野球解説者、日刊スポーツ、Numberの野球評論家を務め、1985年には大塚範一、野中ともよとともにNHK総合テレビ『サンデースポーツスペシャル』の初代キャスターに就任。ゴルフの「マスターズ」選手権では、必ず現地まで自ら出向いてリポートを行っていた。また、解説者以外でもバラエティ番組等にも出演し、タレント的な活動も並行して行っていた。
1986年10月29日、同年途中で休養した山内一弘の後任として中日の監督に就任。1年契約、契約金5000万円、年俸4000万円、背番号は｢77｣（川上哲治が巨人監督としてこの背番号でV9を達成したことに肖ったもの）。同年にロッテ・オリオンズの監督に就任した有藤道世と共にNPB史上初の戦後生まれの監督となった。球団からの監督要請を受ける時、「召集令状がきた」と感じたといい、「笑ってください」と注文をつけてきたカメラマンに対し、「これから戦場へ行くのだ。笑えるか」と真剣に怒ったというエピソードが存在する。現役時代にバッテリーを組んでいた木俣達彦を総合コーチ、池田英俊を投手コーチ、岡田英津也を二軍監督兼寮長に招聘した。正岡真二は星野の打診で守備走塁コーチに就任した。1軍コーチでそのまま残ったのは島野育夫のみで千原陽三郎から島野は「『コイツは必ずドラゴンズの監督になるから。そのときは島野、お前が助けてやれ』と…。まだ新人やで。千原さんも何を言い出すんやと思ったよ。けど、その通りになっとるもんな」と述べている。就任後は谷沢健一に水面下で引退を勧告し、谷沢は引退。ロッテと上川誠二、桑田茂、牛島和彦、平沼定晴と落合博満の4対1トレードを敢行するなど、大胆な補強を行い、ドラフト会議でも1986年に近藤真一、1987年に立浪和義といった即戦力に成り得る高校3年生を他球団との競合の末に1位で獲得し、以降は今中慎二、山崎武司、上原晃、音重鎮、大豊泰昭など、主力級が3年間で入団する。投手では川畑泰博、江本晃一、宮下昌己、打者では仁村徹、彦野利勝、小松崎善久、中村武志といった実績のない若手を次々と起用して成功した。
山本昌広をアメリカ合衆国への留学で才能を開花させ、先発の郭源治を抑え、遊撃手の宇野勝を二塁手、捕手の中尾孝義を外野手にコンバートするなど、チームカラーを一新する。特に正捕手だった中村への叱り方は厳しいもので、中村本人は第二次星野政権時代に「（第一次政権では）鉄拳制裁を受けなかった日にちを数えた方が早かった」と語っている。山本は「第一次政権で抜擢された若手で鉄拳を浴びていないのはおそらく立浪和義ぐらいではないか」と記している。選手を怒鳴り、プレッシャーをかけ、「俺のプレッシャーに負けるような奴が、ここぞの時に踏ん張れるか、そんな奴は要らねぇ」と述べている。
開幕戦は1987年4月10日の巨人戦（後楽園球場）で開幕投手に杉本正を起用したが、近藤貞雄はこれに対して「開幕投手の指名は“今年のエースはお前だ。シーズンを通して頼りにしてるぞ”という監督の意思表示だ。とすれば小松しかいない。それが杉本だった。杉本もいい投手だが、シーズン通して頼れる投手ではない」と述べている。杉本は吉村禎章、駒田徳広に本塁打を打たれ、西本聖に完封勝利をくらい、0-6で敗戦。2戦も先発の鈴木孝政が打たれて連敗。監督としての初勝利は巨人戦の3戦目（勝ち投手は小松）。この年は仁村徹は規定打席に達しレギュラーになった。6月11日、熊本・藤崎台県営野球場での対巨人戦で宮下昌己がウォーレン・クロマティの背中に死球を与え、両軍入り乱れての大乱闘に発展（宮下昌己によると星野監督からぶつけるように指示が出ていたと述べている）。その際、巨人監督の王貞治に対し、胸ぐらをつかみ胸を小突き、拳を突き出し挑発ともとれるポーズをとり、喧嘩を売ったと批判された。王に「我々が主役になってはダメだ」と諭されたが、「やられたらやり返すのが当たり前じゃないですか」と言い返した。後年その際のことに触れ、拳を突き出した件については「拳で殴ることはないでしょう?」という抗議の意味であったと釈明している。
1987年5月2日の広島戦では正田耕三のタッチプレーを巡り、両軍乱闘し、広島のコーチ伊勢孝夫と揉み合い、回し蹴りして、伊勢と共に退場処分となり、現役通して初の退場となった。監督1年目の退場は宇野光雄、金田正一、ジョー・ルーツに次いで4人目。
1987年5月13日、広報の早川実が運転する愛車のメルセデス・ベンツ・ミディアムクラスの後部座席に乗車中、愛知県名古屋市中区に当時あった室内練習場に入ろうとした際に2トントラックが20～30キロの速さで追突。病院の診断で全治10日の頸椎挫傷の怪我を負う。
オフに日本ハムと大島康徳、曽田康二と大宮龍男、田中富生の2対2、西武と平野謙と小野和幸のトレードを敢行するなど、レギュラークラスの選手を放出し、積極的な「血の入れ替え」を敢行した。また、巨人を自由契約となった仁村薫（仁村徹の兄）を獲得した。
1988年は小野、小松の先発2本柱が活躍したが、完投数は12球団最少の18だった。抑えの郭、鹿島忠、川畑の中継ぎ陣、米村明、山本昌広、上原晃の若手投手陣、彦野、立浪、ゲーリー・レーシッチ、落合、宇野、仁村、川又米利、中村の強竜打線が好調で、1点差試合が34勝15敗を記録した。郭がMVP、小野が最多勝、立浪が新人王を獲得した。西武ライオンズとの日本シリーズは1戦目、5戦目先発登板した小野、山本、杉本と先発投手が打ち込まれ、打線も4番落合（打点0）、5番宇野が低迷し、西武に1勝4敗で敗れた。西武の監督森祇晶は「星野監督は選手たちに相当にらみを利かせていた。勢いで公式戦を乗り切ったが、私は負ける相手ではない。中日は前年まで西武にいた（第1戦先発の）小野が清原に特大の本塁打を打たれた。（第1戦に）小松が来たらイヤだなと思っていた」と述べている。中日生え抜きで優勝した監督は2018年時点で星野だけである。オフに巨人と中尾孝義と西本聖のトレードを敢行した。監督1年目の開幕戦で西本のピッチングを見ていつか獲得しようと決意し、2年後にトレードを実現させた。
1988年4月19日の阪神戦（岡山球場）で宇野勝のタッチプレーの判定に抗議し、二塁塁審の友寄正人に暴言を吐き、退場処分、2年連続で両リーグで最初の退場処分を受けている。上記2試合の監督代行は木俣。
1991年は監督として初めて開幕戦に勝利し、前半戦は首位に立つも、後半戦は失速し、優勝した広島に3ゲーム差の2位で終わった。新人の森田幸一は抑えで活躍し、球団として初めて2年連続で新人王を輩出するなど、翌年以降のチーム采配にも期待が持たれたが、9月24日に「健康上の理由」により、退任を表明した。健康不安による退任は表向きの理由であり、実際には妻の白血病発症が大きく関係していた。なおこの辞任を受け、『週刊ポスト』と『FRIDAY』の2週刊誌はそれぞれ、富士銀行の不正融資問題と星野の辞任の関連性などを報じたが、中日球団はこれらの報道を事実無根と主張し、抗議を申し込む意向を表明した。

#### 第2次解説者・中日監督時代
1992年に中部日本放送（CBC）の客員解説者、1993年から1995年に再びNHK野球解説者を務め、並行して1992年から1995年まで中日スポーツ客員。また、沢村賞の選考委員を務めていた（1994年から1995年まで）。
1994年8月には監督の高木守道のシーズン限りの退任、星野の監督復帰がほぼ決まっており、そこから巻き返しての10.8決戦で優勝こそ逃したが、高木が監督続投になった。10・8を2日後に控えた10月6日、午後1時から名古屋市内のNHK名古屋放送センターで異例の記者会見が開かれた。星野の「辞退会見」である。「これだけの戦いをしているわけですから、今の監督が辞めるとか辞めないというのはおかしい。優勝しようがしまいが、守道さんにやってほしい。それを皆さんに伝えに来たわけです」と述べ、中日球団から要請を受け、内定していた監督復帰を辞退するというのである。1995年の中日二軍スタッフは監督島野育夫、バッテリーコーチ加藤安雄、打撃コーチ高畠康真ら、当初は星野の下で1軍スタッフになるコーチ陣だった。
しかし高木は1995年シーズン途中で休養、代行を務めたヘッドコーチの徳武定祐も同じくシーズン途中で解任となり、後半戦からシーズン終了までは二軍監督の島野育夫が監督代行代理を務めたが、リーグ5位に低迷した。これを受けて中日は星野に監督復帰を要請し、1995年9月20日に星野の監督復帰が発表され、星野は同年10月13日に契約金・年俸各1億円（いずれも推定金額）という契約条件で1年契約を締結した。背番号は前回監督時代と同じ77。ロッテと仁村徹、酒井忠晴、山本保司と樋口一紀、前田幸長、平沼定晴の3対3、西武と前原博之、清水雅治と山野和明、村田勝喜の2対2トレードを敢行した。また、ロッテから無償トレードで愛甲猛、韓国から宣銅烈を獲得した。第二次政権1年目は1番のダネル・コールズが29本塁打、山﨑武司が39本塁打（本塁打王）、大豊泰昭が38本塁打を打つ強竜打線を立てて8月中旬に優勝争いを繰り広げたが巨人の勢いに押され、10月6日のナゴヤ球場の最後の試合で巨人に優勝を決められ、巨人監督長嶋茂雄の胴上げを許した。今中慎二が14勝、ノーヒットノーランの野口茂樹、新人の門倉健が後半戦だけで7勝を記録した。
1996年、9月20日の対巨人戦（東京ドーム）の試合終了後引き揚げてくる審判団を待ち受け、上本孝一審判員に暴言を吐き、もみ合いになった際に田中俊幸審判員を蹴るという暴行を働いた。翌日セ・リーグから厳重戒告と制裁金100万の処分が科された。オフにレオ・ゴメスを獲得した。
1997年1月30日に妻と死別。春にナゴヤドームが完成。球場が広くなったことで長打力偏重だったチームの体質改善が求められたが、間に合わず、星野自身も「最下位覚悟で優勝を狙う」と先行きを危ぶむ発言。山崎と大豊の成績が低迷し、チーム本塁打が179本から115本と激減。投手陣は最多勝（18勝）の山本昌、10勝の門倉以外先発がおらず、チーム防御率4.33、失点644は共にリーグ5位、チーム得点は5位、チーム打率最下位と投打振るわず5年ぶりの最下位に終わった。翌年は本塁打に頼った野球から本格的な転換を図った。オフにアロンゾ・パウエルは退団し、阪神と大豊泰昭、矢野輝弘と関川浩一、久慈照嘉の2対2トレードを敢行した。また、韓国から李鍾範、サムソン・リー、ロッテから南渕時高を獲得した。また、投手コーチの小松辰雄は退団し、後任に宮田征典が就任し、水谷実雄を打撃コーチ、二宮至を外野守備走塁コーチ、仁村徹を二軍監督、梶本隆夫を二軍投手コーチに招聘。ドラフト会議では、大学の後輩川上憲伸が入団。
1998年は肩の故障で伸び悩んでいた野口がエース級へ育ち、14勝し最優秀防御率、川上も14勝で新人王、中継ぎ陣では落合英二が最優秀中継ぎ投手のタイトルを獲得し、新人の正津英志も活躍した。チーム打率はリーグ5位だったが、本塁打は100本に減るもリーグ最少の失策数守り勝つ野球を実践し、チーム防御率は12球団トップ（3.14）、失点はリーグ1位の458、盗塁はリーグトップを記録し、終盤の対横浜戦7連敗が響き2位に終わったが、翌年に期待持たせるシーズンとなった。明治大学の後輩であり、前年のパ・リーグ最多勝投手であった武田一浩をFAで獲得した。投手コーチの宮田は一年で辞任し、後任に山田久志が就任し、高代延博を内野守備走塁コーチに招聘した。ドラフト会議では、福留孝介、岩瀬仁紀が入団。
1999年は1954年の西鉄ライオンズ以来45年ぶりとなる開幕11連勝を飾った勢いでそのまま首位を突っ走り、5月・6月はややもたつき一時は首位を明け渡しが前年に引き続き守り勝つ野球で7月以降は白星を重ね自身2度目のリーグ優勝を果たした。昨年に引き続き、チーム防御率は12球団1位。MVPの野口が19勝で最多勝、先発で2桁勝利投手はいなかったが岩瀬、落合、サムソン・リー、そして抑え宣とリリーフ陣が充実していた。打線は関川が.330、久慈がチームトップの16犠打、ゴメスが36本塁打、109打点、福留は16本塁打を打った。対広島は13勝14敗で負け越したが他の4球団には勝ち越した（対巨人15勝12敗、対横浜16勝11敗、対ヤクルト18勝9敗、対阪神19勝8敗）。福岡ダイエーホークスとの日本シリーズは前評判では中日圧倒的優位だったが、山﨑が出場できず、関川が21打数2安打打率.095、井上一樹が13打数無安打と、打線が振るわず1勝4敗で敗れた。オフに宣は現役を引退し、サムソンは退団した。
2000年、メルビン・バンチは最多勝、エディ・ギャラードは最優秀救援投手、岩瀬は2年連続で最優秀中継ぎ投手と投手陣のタイトルホルダーを多く輩出したものの、チーム防御率4.19でリーグ5位に低迷した。5月6日、ナゴヤドームでの対横浜ベイスターズ戦で、立浪和義が自身への投球をストライクと判定されたことへの不満から球審を務めていた橘高淳を両手で突いて退場処分となり、立浪の退場が宣告された直後に星野は橘高に体でぶつかっていったため暴行を働いたとして退場処分を受けた。この件では二人のほか、橘高を殴って肋骨骨折などの重傷を負わせた大西崇之も退場処分となり、後日星野・立浪・大西に対し、第三者から異例の刑事告発がなされた（起訴猶予処分）。詳細は橘高の項を参照。
出場停止5日間となり、監督代行はヘッドコーチの島野育夫が務めた。優勝した巨人に9勝18敗と大きく負け越し、8ゲーム差をつけられ、1998年以来2年ぶりとなる2位が確定した。
2001年は巨人キラーとして名を馳せた川崎憲次郎を獲得して臨んだが、その川崎がオープン戦で早々離脱した。投手陣は持ち直しが打撃陣が振るわなかった。開幕4番のオジー・ティモンズは期待外れ、ゴメスを呼び戻したが、打率・本塁打・盗塁・得点がいずれも低迷。広島以外の4球団に負け越した。井端弘和は規定打席到達、荒木雅博は後半スタメン、福留はシーズン後半外野に転向するなど将来に向けた布石が打たれた一年にもなり、未来に遺産を残した。5位に終わった責任をとる形で9月25日に辞任を表明し、記者会見で「成績不振が理由のすべてではない。初監督の時は5年、今回は6年目。同じ人間が長い間権力の座に座ることは、組織上好ましくない」などと述べた。なお、星野は次年から阪神タイガース、2011年から東北楽天ゴールデンイーグルスの監督・チーム関係者になったりと、中日とは疎遠になっていき、現役、コーチ・監督を合わせて23年、中日一筋で4度のリーグ優勝立役者だが、1954年以来53年ぶりの日本一には全く関わっていない。
中日のオーナーを長く務めた加藤巳一郎からの全面的に信頼を受けていた。
著書の中で「私が怒る時は、常に本気で怒る。叱るときは全身で叱る。自らの本心を隠したり抑えたりできないのは、私の長所であり、また、短所でもあるが、少なくともスポーツマンの世界で発揚する理想だと考えている。時には怒鳴り上げ、壁を蹴り、灰皿を投げ付けて怒る。私くらい怒っていることが周囲に丸分かりの監督もいないだろう」と記している。
監督時代、第一製薬（のちの第一三共）の胃腸薬・センロックのCMに出演。「いつでも夢を」の替え歌をバックにベンチで興奮する姿（実際の公式戦中の映像を使用）やゴルフをラウンドする映像が流れた。また、監督就任前に、ライオンズマンション、ハウス食品の叉焼麺・坦々麺・カレーライスのCMにも出演している（田淵幸一・山本浩二と共演）。

#### 阪神監督・フロント・第3次解説者時代
中日監督を退任した直後、NHKから野球解説者復帰の打診を受けていたが、2001年オフの12月18日、低迷が続いていた阪神タイガースの監督に就任することを記者会見で発表。背番号は中日監督時代と同じ77番。中日時代からの片腕的存在島野育夫をヘッドコーチ、田淵幸一をチーフ打撃コーチに招聘した。田淵が阪神のコーチを断った場合、星野は阪神の監督を引き受けなかったと田淵に語っている。投手コーチは前任の野村克也の要請で2001年の秋季キャンプから佐藤義則が就任していたが佐藤がお世話になっていた整体師が星野と知り合いで「佐藤さんだったら大丈夫ですよ」と助言してくれたおかげで佐藤は残留することが出来た。
島野は10月に中日二軍監督に就任し、複数年契約の予定であったが、胃の手術のため正式契約はまだ済んでいなかった。中日との交渉は難航し、最終的には星野が中日の白井文吾オーナー、西川順之助球団社長らと会い話をつけた（西川は最初難色を示し、野崎も「私が逆の立場なら難色を示していただろう」と述べている）。それまで中日の顔役だった星野が阪神の監督に就任したことを受け、名古屋を代表する商店街・大須からは反対の声が複数上がった一方、支持・容認の声も多く上がった。
阪神との初交渉を控えた12月11日、巨人監督を勇退したばかりの長嶋茂雄とスポーツ報知の新年企画で対談した際、阪神のユニフォームを着るよう説得された。長嶋から「安芸キャンプでコーヒー飲ませてよ」と言われた際には返す言葉がなかったという。
星野をオーナーの久万俊二郎に推薦したのは前任監督の野村克也だという。著書によると野村は任期途中で自分では阪神再建は不可能と悟り、「負け癖のある今の状態の阪神を再建できるとすれば、熱血指導型の西本幸雄さんか星野だ」と考えていた。当時の阪神はOB会が強い権力を持ち、ベンチにも入って選手を勝手に指導したりする場面もあり、野村との確執があったともいう。星野もオーナーに直談判し、「ここまで低迷したのは、失礼ですがオーナー、全てあなたの責任ですよ。」と発言した。球団社長の野崎勝義も「星野新監督を誕生させたのは野村克也さんの直言がキーワードになった」と記している
星野は著書の中で、『野村さんは阪神での3年間、「弱者が強者に勝つ野球」というものを標榜されていたそうだが、私の場合は「弱者を強者にする野球」だ。野村さんといえばご存知ID野球。野球は考えるスポーツ、頭でやるスポーツとして捉え、指導していくスタイルの人だが、私が阪神で選んだのは端的にいうと体の野球だ。これはどちらがいいとか悪いとかの問題ではなく、弱いチームの選手を鍛えて、戦っていくための順番として問題として考えてもらえればいいだろう』と記している。
オフにオリックスからジョージ・アリアス、FAで日本ハムから片岡篤史を獲得した。
就任1年目の2002年にはチーム史上2度目の開幕7連勝を記録し、5月・6月首位を走ったが故障者が出始めて息切れ、結果的に4位に終わる。優勝争いから脱落した9月に「今岡、井川以外は全員がトレード要員だから覚悟しておくように」と全選手に通告した。オフに通告通りに24人の選手を放出し、広島からFA宣言した金本知憲、テキサス・レンジャーズを自由契約となった伊良部秀輝、中日を自由契約になった久慈照嘉、日本ハムから下柳剛、中村豊らをトレードで獲得するなど、投打の大型補強を行った。首脳陣とフロント陣では西本聖をブルペンコーチ、達川光男をバッテリーコーチ、山口高志を二軍投手コーチ、岡田英津也、伊藤菊雄を編成部顧問に招聘した。二軍監督の岡田彰布が内野守備走塁コーチに就任し、三塁コーチを任せた。
翌2003年は、金本、伊良部、下柳、矢野、桧山進次郎、片岡、井川慶、アリアス、ジェロッド・リガン、ジェフ・ウィリアムスら主力選手の活躍に加え、今岡誠、赤星憲広、藤本敦士、吉野誠ら若手が急成長し、首位を独走、7月8日にはセ・リーグ史上最速となる優勝マジック49を点灯させた。結局、この年、圧倒的な強さでチーム18年ぶり、監督としては自身3度目のリーグ優勝を果たす。巨人には17勝10敗1分けと18年ぶりに勝ち越した。しかしダイエーとの日本シリーズでは3勝4敗で敗れる。シリーズ終了後の10月28日に「健康上の理由」で退任することを正式に発表した。星野は後任に田淵を推薦するが固辞した為、守備走塁コーチの岡田が昇格。岡田は「一軍の守備走塁コーチになった時点では、自分が次期監督やと思ってないわ。でも周囲の雰囲気があったよな。実は、9月くらいに星野さんから直接言われていたんだ。「俺は辞める。次はおまえにやらすから、コーチの人事とか考えておけ」って。「星野さんの次は田淵さんかな」という見方も周囲にはあったんやけど、星野さんは「田淵にはやらさんから」とはっきり言っとった。だから、外部には言わないにしても、シーズン中の9月くらいから「来年は自分」という心構えはしていたね。」、「幸い05年にリーグ優勝を果たすことができたけど、これも星野さんの築いた財産があったからこそ。そこにオレなりの考えを貫いて、優勝までもってこられた。ホンマ、感謝しかない。」と述べている。
かねてから星野には高血圧症という持病があり、2002年のペナント開幕戦の対巨人戦では試合後に体調を崩しベンチ裏で記者を待たせ横になっていたことがあったり、2003年は野崎が覚えているだけで試合中4回倒れており、その都度島野ヘッドが敵陣にバレないよう指揮を執っていた。
2010年に行われた阪神ファンが選ぶ阪神名監督というアンケートで2位岡田彰布に倍以上の差をつけ、1位になっている。
2004年1月1日に阪神球団の「オーナー付シニアディレクター（SD）」に就任した。また、同年には兵庫県芸術文化協会より「県勢高揚功労」の表彰を受けた。
SDを務める傍ら、アメリカンホームダイレクトやキリンビバレッジ、大和證券、さくら不動産などのテレビコマーシャルに出演し、タレントとしても活動。母校明治大学の評議員となった縁もあり、同大学のイメージキャラクターも務める。2004年10月からは大阪人間科学大学の客員教授にも就任している。
2005年7月、星野仙一を塾長とする「夢・星野スポーツ塾」がスタート（2008年閉鎖）。
2005年8月から9月にかけて同シーズンBクラスに低迷し、3年連続で優勝を逃していた巨人の次期監督候補として名前が挙がった。巨人の球団幹部が星野と水面下で複数回にわたり極秘接触し就任要請を行ったと報道されたが、9月10日に大阪市内のホテルで自ら会見し、阪神残留を正式表明した。「老舗中の老舗チーム(巨人)の幹部の皆様からお褒めの言葉を頂く事はありがたい」としながらも正式な監督就任要請は「なかった」と否定し、“巨人・星野仙一”は幻に終わった
。
2006年10月2日よりスタートした、日本テレビ系列のニュース番組『NEWS ZERO』にて、スペシャルコメンテーターとして不定期に出演した。

#### 北京五輪監督
2007年1月25日、翌年にひかえた北京オリンピック野球日本代表の監督に就任。その翌日には「星野JAPAN」を自身の個人名義で商標登録出願した。「金メダル以外いらない」と公言して臨んだオリンピックだが、本選では4位で、上位3チームには5戦全敗という結果に終わった。
北京五輪の結果が4位に終わった事について、大会後の会見では「選手がかわいそうだった」と結果の出なかった選手達を擁護した。一方で、選手との意思疎通を欠いたことや、参加国が同一条件であるにもかかわらず、日本と違うストライクゾーンや日本と違う午前中の試合を言い訳として挙げたことや、「批判は甘んじて受ける」と言いながら、帰国会見では「日本はすぐたたきにかかる。そんなことをしたら若い人が夢を語れなくなる。たたくのは時間が止まった人間だろう」といった発言が批判の対象となった。
北京五輪後の2008年10月15日、星野も出席した第1回WBC体制検討会議において、星野が2009 ワールド・ベースボール・クラシック日本代表監督に就任することが内定した。この時点で既に鹿取義隆・武田一浩らを投手コーチとするところまで予定されていたが、五輪で結果を残せなかった星野の監督就任に対して各方面より難色を示す声が多く、10月22日、星野は自身のHP上で就任をしないと最終的に宣言し、代表監督は巨人監督の原辰徳が兼任で引き受けることとなった。

#### 楽天監督・フロント時代
2010年5月10日より、自ら初のラジオパーソナリティ番組『星野仙一の熱血・仙一夜』がMBSラジオにて放送される。
2010年10月、東北楽天ゴールデンイーグルスが次期監督として交渉すると報じられ、同19日に阪神SDの辞任と退団を発表した。その後、同27日に宮城県仙台市内で正式に楽天監督の就任会見を行った。選手・監督通じて初めてパシフィック・リーグ加盟球団に所属することとなった。背番号は中日、阪神監督時代と同じ「77」。再び田淵をヘッド兼打撃コーチに招き、三輪隆をバッテリーコーチ、仁村薫、関川、種田仁を二軍コーチに招聘した。メジャーリーグ経験者の岩村明憲や松井稼頭央を獲得。
初年度となった2011年は3月11日に発生した東日本大震災の影響で、本拠地・クリネックススタジアム宮城（Kスタ宮城）が損壊したこともあり、公式戦開幕が2週間延期され、開幕当初は代替で阪神甲子園球場など関西地方でホーム試合を行なっていた。成績は仙台に戻ってからの5月以降に本拠地で5連敗するなど下降し、8月には7連敗で5位まで落ち込むが、同月後半には逆に7連勝するなどあって一時は3位に浮上し、オリックス、西武とのクライマックスシリーズ進出争いに加わったが、最終的には3位西武と3ゲーム差の5位に終わる。楽天の監督として日本野球機構の関係者に嘆願し、震災復興を名目としたこの年のオールスター第3戦がKスタ宮城で開催されることになった。オフには4番としてチームを牽引してきた山崎武司に星野自ら戦力外通告を行い退団させた。この年の山崎は故障で離脱し、2004年以来7年ぶりに規定打席を逃したものの統一球が導入され本塁打が減少する中でチームトップの11本塁打を打っていたが若返りを図るために戦力外を通告した。また、福田功をフロント、早川実をスカウト、田代富雄を二軍打撃コーチ、中日監督時代の教え子大石友好を二軍バッテリコーチに招聘した。
2012年5月11日、対オリックス7回戦（京セラドーム）において、投手出身監督、及び戦後生まれの監督としては初となる監督通算1000勝（876敗42分、2012年5月11日当時）を達成した。2004年の王貞治以来、史上12人目の記録となった。ちなみに翌12日も勝利し、自身の名「仙一」と同じ1001勝目となった際、「おーっ、2000勝まであと999勝か」とコメントして報道陣を笑わせた。戦力外にした山崎、メジャーリーグに移籍した岩隈久志の退団に加え、前半戦は田中将大、松井稼頭央、嶋基宏、ルイス・ガルシアら主力の離脱が目立ち、戦力低下が不安視されていた。しかし、釜田佳直、辛島航、枡田慎太郎、銀次などの生え抜きの若手を抜擢、リリーフだった美馬学を先発に転向させるなど、徐々に頭角を現す。これらの若手選手は「星野チルドレン」とも呼ばれた。5月20日、福岡ソフトバンクホークスと入れ替わりで3位に浮上。その後も上位争いを続け、7月18日に球団創設8年目で初の前半戦を勝率5割以上、Aクラスターン入りの3位で終えた。後半戦は復帰したベテランが不調で引き分けを挟み、8連敗で5位に転落。8月中旬の西武戦では開幕戦以来となる同一カード3連敗を喫した。しかし9月に入ると勢いを取り戻し、7日からの西武戦で3連勝して4位に浮上。最終的に3位ソフトバンクと1ゲーム差の4位となった。最終戦に勝利し、勝率はちょうど5割となった。同年をもってヘッドコーチの田淵は解任されたが、田淵は「楽天にオーナーと仲良くてデーブ大久保が来て、俺は彼に書き回された。」と述べている。
2013年、前年オフに星野がオーナーの三木谷浩史に食事した際に「外国人にカネを掛けないと勝てないですよ、それが野球の有効投資。強くなれば人気も出る」と直言した。球団社長の立花陽三は、編成を担当していたアマ・スカウトグループマネジャー楠城徹ら5人を一斉解雇し、野村克也の名誉監督を更新しなかった。現役メジャーリーガーのアンドリュー・ジョーンズ、ケーシー・マギー、斎藤隆を獲得し、ドラフトでは2位に則本昂大を指名し、その則本を開幕直前に行われたWBCに出場していた田中の疲労を考慮し開幕投手に抜擢した。4月19日の対千葉ロッテマリーンズ戦（QVCマリンフィールド）の8回表二死一塁の場面で、ジョーンズの打席、二死一塁カウント1ボール2ストライクから成瀬善久の投じた外角低めいっぱいのストレートを見逃し三振と判定される。これを不服とし球審の橋本信治に暴言を吐いたとして2002年8月23日の対巨人戦以来3892日ぶりとなる退場処分を受けた（通算6度目、楽天監督就任後初の退場処分）。前半戦は球団初の首位で終えた。9月26日の対西武戦（西武ドーム）で球団史上初のリーグ優勝を達成した。異なる3球団をリーグ優勝させた監督は三原脩（巨人・西鉄・大洋）、西本幸雄（大毎・阪急・近鉄）に続き史上3人目、セ・パ両リーグ優勝に導いた監督は三原（西鉄・大洋）、水原茂（巨人・東映）、広岡達朗（ヤクルト・西武）、野村克也（南海・ヤクルト）、王貞治（巨人・ダイエー）に続き史上6人目。2013年の巨人との日本シリーズでは4勝3敗で日本シリーズ制覇を達成し、楽天初と同時に自身初の日本一になった（自身唯一の日本一でもある）。66歳でのリーグ優勝と日本一は、2000年の長嶋茂雄を超えるプロ野球最年長優勝記録である。この年オフ24勝挙げシーズンMVPに輝いた田中がメジャー挑戦を表明しポスティングシステムでニューヨーク・ヤンキース入りを果たす。1度は反対の姿勢を見せていた三木谷に星野が「田中のおかげで日本一になれたんです。気持ちよく挑戦させてやりましょう。」と説得した。マギーは同年限りで退団しケビン・ユーキリスを獲得した。
2014年、5月26日に持病の腰痛が悪化、この日の対東京ヤクルトスワローズ戦（明治神宮野球場）を休養。同戦は一軍投手コーチの佐藤義則が指揮を執った。その後の検査で腰椎椎間板ヘルニアと、難病（=特定疾患）の一種である胸椎黄色靱帯骨化症と診断され、翌27日、球団は星野の同日以降の休養を発表し、佐藤が監督代行を務めることを発表した。その後手術を受け、無事に終了したことが6月17日に球団から発表されている。6月30日にはこの年監督として指揮を執るはずであった、オールスターゲームの出場を辞退、星野は総監督に就き、佐藤がオールスターゲームの監督代行を務めることになったが、7月2日付で楽天の監督代行に大久保博元が就いたことから（佐藤は一軍投手コーチに専念）、オールスターゲームの監督はいったん白紙に戻された。NPBは星野にオールスターゲームの監督を要請し、7月3日に星野がオールスターゲームで指揮を執ることが発表したが、7月12日に球団から体調の回復が間に合わないとして、指揮を辞退することが発表された。最終的には、千葉ロッテマリーンズ監督の伊東勤が全パ監督を務めることになった。7月24日の楽天の全体練習から監督に復帰、翌25日の対日本ハム戦（楽天Koboスタジアム宮城）から試合に復帰したが、この年チームは低迷。9月18日に今季限りでの監督退任を発表、同日行われた記者会見で星野は退任の理由を成績不振とこの年2カ月離れていたことを挙げている。シーズン最終戦の10月7日の対オリックス戦に敗れ、最下位が確定。前年優勝チームの最下位は史上5度目で、星野は飯田徳治、別当薫、根本陸夫、近藤昭仁、野村克也に次いで史上6人目の両リーグで最下位の監督となった。

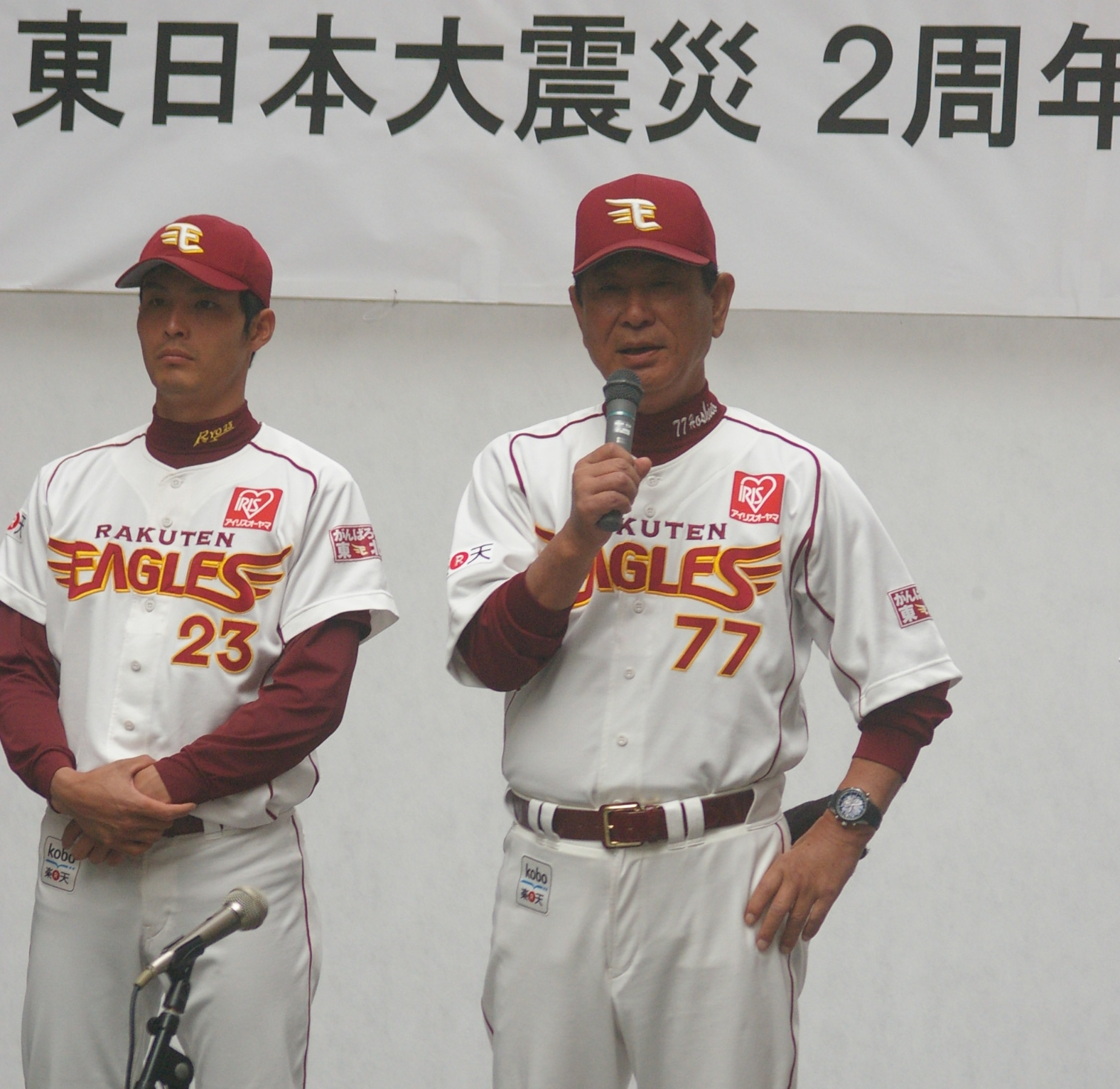
2013年3月11日、松山市大街道にて
（左は聖澤諒）

2014年11月9日、楽天のシニアアドバイザー就任が発表された。2015年9月、株式会社楽天野球団取締役副会長に就任（死去まで）。

#### 晩年
2016年7月に急性膵炎を発症した際に膵臓がんが発覚したが、星野の意向で病については一切公にされなかった。この時点で肺に転移しており、手術はせずに抗癌剤治療を受けた。2017年1月16日、2017年度野球殿堂顕彰者（エキスパート表彰）に選出された。2017年11月28日と12月1日には、自身の「野球殿堂入りを祝う会」に出席していたが、その後体調が悪化し、年が明けた2018年1月4日午前5時25分に三重県津市の次女の家で死去した。満70歳没。6日に楽天球団から訃報が発表され、球団は突然の訃報となったことについて「星野の意向であり、人前で強気であることを貫き“星野仙一”のスタイルを最後まで全うしようとした結果である」として理解を求めた。葬儀は1月6日に故人の生前の遺志で密葬として津市で執り行われた。1月8日には、楽天の本拠地である楽天生命パーク宮城に献花台が設置され、楽天ファンらが訪れ花を手向けた。この日の来場者は9527人に上ったという。星野が監督を務めた中日と阪神の両球団は3月10日に阪神主催で実施された阪神甲子園球場での両チームのオープン戦を星野の追悼試合とした。試合では半旗が掲げられ、阪神は星野の監督時代の背番号「77」を、中日は背中に監督時代の背番号「77」と左胸に中日選手時代の背番号「20」をつけた特別ユニホームでプレーした。楽天球団は星野のお別れの会を3月19日にグランドプリンスホテル新高輪にて執り行い、楽天会長兼オーナーの三木谷浩史が謝辞と弔辞を読んだ。一方、阪神球団は28日にハービスOSAKAでお別れの会を執り行った。
3月26日、楽天は監督時代につけていた背番号「77」を永久欠番にすると発表した。また生前、野球界の発展に尽くしたことを称えるべく、明治大学硬式野球部及び明治大学硬式野球部OB会（駿台倶楽部）は東京六大学野球連盟に対して『星野仙一氏追悼セレモニー』の実施を要請、これを受けた同連盟では2018年東京六大学春季リーグ戦の東京大学 対 明治大学第1回戦（2018年4月21日、明治神宮野球場）の試合前に追悼セレモニーを執り行った。

## 選手としての特徴
対戦経験のある八重樫幸雄（ヤクルト）によると、速球や変化球に特筆するものは無かったが、気持ちで抑える投手であった。球種はストレート、スライダー、曲がりの大きいシュート、小さいシュート。打撃成績は通算打率.205、15本塁打を記録しており、投手の打撃としては高い数字を残している。

## 人物・エピソード

### 監督として
中日での監督時代は緩慢なプレーをした選手を殴っており、中村武志はほとんど毎日のように殴られ、小島弘務は血だらけになった口元をタオルで押さえていたこともあったという。
山本昌は井上真二から本塁打を2本も打たれたことに激怒した星野から「お前、名前も知らん選手にホームラン打たれやがって」と激しく殴られ、顔が腫れ過ぎたため降板したことがあるというエピソードを披露している。また、山本昌は星野が中日の監督を務めていた頃を「要するに打たれたら、いつだって叱られた」と振り返っており、星野が試合後に行っていたミーティングにおいて自身は「叱られ役」であったと話している。節目の記録を作っても称賛の言葉は一切なかったとされるが、一方で「言葉のフォローなんかしてくれない人だけど、僕を試合で使ってくれた」と感謝の意を述べてもいる。
西本聖は「厳しい方ですよ。選手の事を殴る、蹴る。外国人選手と落合さんと僕は例外でしたね。巨人時代から中日の星野監督はそうやって選手に手を上げる人だと話に聞いてました。自分が実際に移籍して中日の選手に「その話は本当か」と尋ねたら「本当です」。それから僕も実際に現場に見たことがあります。でも星野さんはいい人でもありましたよ。選手の家族の誕生日に花束を贈ってくれました。思い切りの良かったですね。失敗を恐れない勝負師でした。ヒットエンドランなんて普通はできないですか。星野さんは現役時代の向かっていくピッチングスタイルそのままの監督でしたよ。」と述べている。
鈴木孝政は現役時代の星野に可愛がられていたが「星野さんが監督になって僕の事をトレードで出したかったみたいです。球団に止められたらしいですけど星野さんからは『お前、そんなに大事なやつか?』と言われました。星野さんが監督になってから嫌な事がたくさんありました。大量リードの7回から投げて最後まで投げればセーブだったのに9回で交代させられたり通算100セーブが目標だったのにこの監督の下では無理だと思いました。」と述べている。
マーティ・キーナートは2001年12月に『MSN ジャーナル』へ寄稿した記事で「1997年のシーズン中、シーズン途中で中日に加入した投手が2回連続でリリーフに失敗し、星野に顔面を殴られて3針縫うほどの怪我を負わされた。これに対し、以前から星野の『鉄拳制裁』と称した暴力行為に不満を持っていたアロンゾ・パウエルは憤慨し、翌日には星野に対し『自分がそんなに強いと思うなら、私を殴ったらどうだ。救急車で病院行きになるのはあなたのほうだぞ。これ以上、ほかの選手を殴るのはやめてくれ!』と直接抗議したが、その後は試合に出されなくなった」「パウエルは近年の中日が優勝できない理由について、『星野の暴力行為に選手たちが萎縮しているからだ』と指摘している」と述べている。ただし、パウエル本人は2016年に『日刊スポーツ』記者からの取材に対し、星野と対立したと伝わっていることについて「皆からそう聞かれるんだよ。本当に正直に言うけれど、対立したことなど全くなかった」と笑いながら答え、またパウエルは星野について「普段は優しい人」「私やダネルに“何か必要なものはないか”と尋ねてくれたり“これで食事に行きなさい”とお金を渡してくれたり、本当に良くしてもらった」「勝利に対して貪欲な人。どんなことをしてでも勝ちたいという監督だったと思うし、私は好きだった」と語ったという。
中日監督時代、鉄拳制裁を行っている事が判明した当初は、多くの記者がその事を記事にするか迷っていたが、サンケイスポーツの記者が鉄拳制裁の事も含めた星野を批判した記事を書き、それを知った星野が記者を呼びつけ「これはどういうことだ?」と問い詰めたものの、それ以上の事はせず「もうええ」とだけ言って監督室から退室させた。こうして、星野を批判する記事を書いた記者は呼びつけられ「これは何だ」と問われていき、星野と親交のあった江本孟紀が星野の事を書いた本を出す事になり、星野がそれを知ると電話で「本当にそれ出すんか?」と問い、江本は本の内容を説明するも星野は「もうええわ」と電話を切った。その後江本は編集者と話し合い「意見の一つなので批判となる部分は残しましょう。ただ明らかに悪口となる部分はやめましょう」となり原稿の悪口となるような部分をペンでなぞった所、原稿の半分以上が赤くなったという。これらの件に関して江本は「自分に批判的な人間には星野さんらしい方法で沈黙させた。こんな事が出来るのは星野さん以外にはいない」と語っている。
1991年に星野の下で中日1軍投手コーチを務めた佐藤道郎は「仙さんは本当熱血漢という言葉がぴったりの人だった。試合中はすぐカッカする。根性という言葉が好きで、外国人選手相手でも通訳に「根性という言葉に合う英語がないんですよ。なんて言えばいいんですかね。」って俺に相談に来た事がある。俺も何度も怒鳴れたよ。みんな知っている話だと思うけど試合中よく選手を殴った。さすがにベンチじゃやらんか「来い」と言って裏に連れて行ってしばらくすると「パシャーン」とすげえ音がするんだ。あの頑丈そうな大豊泰昭が殴られて顔が腫れあがっていたこともあった。一体何発殴ったんだとびっくりしたよ。山田喜久夫が四球を連発して「来い」で裏に呼ばれた事もあった。鼻血を出して戻って来て脱脂綿を鼻の穴に詰めてマウンドに上がっていたな。」と述べている。
良い監督の条件を「担当記者との緊密なコミュニケーション」としており、番記者との朝食会・昼食会を頻繁に行い、コーヒーやオムライスなどを振舞いながら長時間雑談するのを常にしていた。週刊誌AERAは「マスコミを味方に付けた状況判断と手際のよさは天才的」と評し、工藤健策は「プロ野球史上最高の『名優』」と評する。
中日では2度、阪神・楽天で優勝を果たしているが、すべて前年5位以下の低迷時に引き受け、4年以内に優勝を果たし、40年間、毎年代（1988年、1999年、2003年、2013年）で優勝監督になっているのは星野だけである。
星野曰く「ワシはな、何と言うか完成されたチームを任されるのはいやなんや。中日時もそうやった。戦力を整備して、チームを立て直す。これに快感を覚えるんや」とのこと。
選手を入れ替えることが多く、中日監督時代は第一次政権で39人放出し、28人を入団させ、第二次政権でも平均9人を放出し、阪神監督時代の2002年オフには球団に選手70人のうち3分の1は入れ替えないとダメだと述べ、入れ替わった選手は27人を数えた。
阪神の球団社長だった野崎勝義は「戦力を現場に与えるのはフロントの仕事である。星野監督はトレードもFA選手の獲得交渉も、自ら出馬してまとめてしまう。試合での存在感はもとより、コーチや選手を集める能力が秀でていた。優勝するチームを作れる。GM的な監督であった」と著書の中で記している。
阪神、楽天監督時代星野の下で投手コーチを務めた佐藤義則は「星野監督とは、同じ投手出身ということで親近感はありました。就任するとすぐ、「阪神を投手王国にするぞ」との指令を受けました。星野監督は皆さんがイメージする通り厳しい方でした。さんざんな結果を出した投手には「おまえの顔なんか見たくない」と怒鳴ります。大量リードで勝っていても、投手が少しでも気の緩みを見せると、大きい声で「ヨシ、行ってこい！」と言われるんです。私はタイムを取ってマウンドへ行き、投手にアドバイスをします。選手も怒られますが、投手コーチは投手全員分を怒られました。強権的に見える星野監督ですが、コーチに裁量も与えてくれました。トレードや外国人投手の獲得、ドラフトではよく意見を聞かれました。普通、コーチは口を挟めません。獲得を狙う外国人投手の映像を見せてもらい、「活躍すると思うか」とよく聞かれました。投手の起用でも、負けている試合では私が好きに決めさせてもらいました。そういう意味で、とてもやりやすかった監督です。後に楽天でも同じチームとなり、「日本一の投手コーチ」と評価してもらいました。」と述べている。
一方、上記のように中日監督時代に2度、阪神監督時代に1度リーグ優勝しながら日本シリーズではいずれも敗退し、北京五輪でもメダルを逃したことで「短期決戦に弱い」との評価もされていたが、楽天監督としてリーグ優勝した2013年にはクライマックスシリーズを4勝1敗（アドバンテージ1勝を含む）で、日本シリーズを4勝3敗でそれぞれ制し、自身初の日本一となった。
中日監督時代より数多くの激しい抗議をしていたが、セ・リーグ審判員の谷博によればほとんどが選手に活を入れファンを盛り上げるための演技で、審判に断りを入れてから開始していたという。監督として中日（4回）、阪神（1回）、楽天（1回）合わせて6度の退場処分を受けているが、現役時代に退場になった事は1回も無い。たびたび起こしていた乱闘も「盛り上げ」の一種であり、旧知の山本が広島の監督を務めていた頃は、試合前に「チームが元気ないから一発やるか」と話し合うこともあったという。
また、中日監督時代から先述の中村武志を初めとした高卒ルーキーの抜擢や若手の育成に定評がある。特に星野監督時代に育成して実際に主力となった山本昌、中村武志、立浪和義、今中慎二は「（星野監督時代に活躍した）四兄弟」といわれることもある。
監督時代は四球を出すことを嫌っており、先発した投手が四球を連発したりワンポイントなどで登板した投手が先頭打者に四球を出すと激怒することがあった。これは星野が高校時代に四球を出すと監督から殴られた経験があったからだと思われる。
山本昌は引退後、名球会の公式YouTubeチャンネルの動画で「偉大な監督」と前置きしながら「自分に甘く他人に厳しいワガママな人だと、すごく思いました」と評していた。同時に、殴られた選手は使われるということだという暗黙の了解が選手にはあったようであり、山本も星野に殴られたら次のチャンスがあると安堵していた。山本は「もし23、4歳の頃に戻ったら、1億円を貰っても星野監督の下ではやらない」と断言していた一方で、理不尽な時代から合理的な時代の過渡期を過ごして体力を培ったからこそ長く現役をやれたと感謝もしている。
外国人選手の補強については「宝くじを買うようなもの」と話していた。
中日監督時代
- 第一次政権の就任直後、谷沢健一に引退を決意させた。元々選手時代から谷沢との確執があり（ただし、実態は星野が一方的に谷沢を嫌っていた）、谷沢を引退させたのも、その確執が背景にあったとされる。
- 監督1年目の1987年に鈴木孝政が10勝目を狙って10月6日の阪神戦（甲子園）で先発し5回表終了時点で2-0とリードしていたが5回裏マウンドに行こうとしたが投手コーチの池田英俊から「代わるぞ。小松に最多勝を獲らせたい」と交代させられ米村明、近藤真一にも同様の事を行い小松が最多勝を獲得した。
- 1987年にルーキーの近藤真一を先発に抜擢。近藤はプロ野球史上初となる初登板・初先発ノーヒットノーランを達成した。結果的に現役生活は6年だったが、18歳11カ月での史上最年少記録で月間MVPを受賞した。翌年も8勝を記録してリーグ優勝に貢献した。
- 1988年にルーキーの立浪和義を遊撃手としてレギュラーに抜擢。立浪は開幕戦でも先発「2番・遊撃手」でフル出場（高卒新人としては球団史上唯一）させる。当時は打撃に難があったものの、守備力を買い、打率.223と低調ながらも、辛抱強く起用し続け、レギュラーシーズン110試合出場、22盗塁、21犠打を記録し、リーグ優勝に貢献した。守備・走塁技術を高く評価されて新人王と高卒新人初のゴールデングラブ賞を受賞した。
- 山本昌は入団4年目まで一軍登板4試合、0勝だったが、入団5年目の1988年2月、業務提携していたロサンゼルス・ドジャースと同じベロビーチでキャンプを行い、若手選手5人と共に野球交換留学としてそのままアメリカに残ることになる。実情は中日がドジャースとの交流関係を保つために選手を派遣する必要があり、その年の戦力にならない選手が選ばれていたが、星野は山本については「手足は長いし、体も大きい。本場アメリカの指導者ならこういう選手の扱いに慣れている分、うまくいくかもしれない」という一抹の期待を掛けられてのものだった。山本はベロビーチで腐りかけていた野球への情熱を取り戻し、新たな球種「スクリューボール」を覚え、先発陣の柱に君臨、防御率1点台で1A のオールスターにも文句なしで選ばれた。帰国後に5勝を記録してリーグ優勝に貢献。その後43歳で200勝を達成したほか、最多奪三振、最優秀防御率、沢村賞など投手タイトルのほとんどを獲る大投手となった。
- 中村武志は1986年のシーズンオフにはフロントの整理対象選手に挙げられていたという。ドラフト1位選手でありながら高卒2年での戦力外に納得いかず、当時のバッテリーコーチの加藤安雄（倉敷商業高校、明治大学の後輩）に「壊れてもいいからとにかく練習させろ」と指示した。中村は2001年のシーズンオフに横浜に移籍するまで、10年以上にわたり長く中日の正捕手として活躍し、捕手として規定試合数出場し、盗塁阻止率5割以上を2度記録した数少ない選手となった。
- 西武とのトレードで獲得した小野和幸は1988年投の柱として活躍し、最多勝を獲得、同年のリーグ優勝に貢献。巨人とのトレードで加茂川重治と共に獲得した西本聖も小野同様、最多勝を獲得し、Bクラス転落を食い止めたことから、星野がトレードで獲得した選手は活躍することが多い。
- 1999年はルーキーの福留孝介を積極的に先発に起用し、また福留も打率.284、16本塁打とこれによく応え、新人としては上々の成績を収めリーグ優勝に貢献した。しかし、三振数リーグ1位を記録するなど粗さも目立ち、加えて守備には難があった。9月4日の広島市民球場での広島戦、0-0で迎えた9回裏二死一・二塁の場面には左翼手の守備に就いていたが、フライ性の打球を落球。走者を返し、サヨナラ試合にした。この試合を始め、ペナントレースや日本シリーズでも敗因に繋がるミスが続出し、試合終盤は交代させられた。その後、福留はゴールデングラブ賞を4回受賞する球界屈指の外野手に成長した。外野手に転向させ飛躍させたのは後任の山田久志である。
- ファンからの「大豊、少しは打て!この給料泥棒!」というヤジに対して、ベンチで「その通りじゃ!」と叫んだ。
- 落合博満には、4対1のトレードを行ってまで獲得したように高い期待を持っていた一方で、その星野の期待に見合わない成績の際には激怒し、不仲となるなど、非常に関係の波が激しかった。1988年6月、スロースターターで打撃の調子の上がらない落合にミーティングで「落合! 何月だと思っとるんや!」と叱り飛ばしたこともある。また別のある時には、当時のナゴヤ球場のベンチ裏にあった赤電話を落合が頻繁に使用していたのが気に入らず、その赤電話を破壊してしまった。落合も星野や球団の態度には不満を募らせ、1989年1月には自主トレ先で「じゃあやめる」と退団・引退を示唆したほどだったが、これにはさすがの星野も宇野勝・鈴木孝政・小松辰雄の3人に説得を依頼し、落合が謝罪会見を開いたことで事態は収拾された。
- 反面、前述の近藤のほか、1988年に西武から移籍していきなり最多勝に輝き、同年のリーグ制覇に貢献した小野を始め、今中慎二、野口、上原晃や与田剛、森田幸一のように酷使によって好調を持続できず、結果的に故障等を発生させて選手生命が短命に終わるケースも目立った。

阪神監督時代
- 2002年の開幕戦、3-1で勝っていたが9回裏、松井秀喜の中前と清原和博の内野安打で無死一・二塁のピンチを迎える。先発でここまで投げてきた井川慶を交代させるべきか投手コーチの佐藤義則に相談されたが、星野は振り向きもせず「勝っとるんや。そのままいけっ」とマウンドに行こうともせず続投させた。井川は後続を抑えて完投勝利。206奪三振で最多奪三振のタイトルを獲得した。井川は翌年、リーグ最多の20勝を達成してリーグ優勝に貢献したほか、2005年以外毎年200イニングを投げ、5年連続2桁勝利を記録して日本を代表するエース投手となる。星野は「普通、ピッチャーはホームランを打たれると気後れが出てスピードが3、4キロ落ちるけどこの日の井川にはそれがなかった。4回に清原に一発を打たれても臆することなく、8回まではヒット1本だ。9回の松井のセンター前もポテンヒットだったし、清原のヒットも内野への当たり損ねや。ピンチだからってバタバタする必要はなかった」と振り返っている。
- 2003年に金本知憲がFAで広島から移籍。春季キャンプ中、星野は事あるごとに金本・桧山進次郎・濱中治の3人の外野手の名を挙げ、俊足の外野手として頭角を現していたものの、前年度に骨折で3カ月以上欠場し、前半戦をほぼ棒に振っていた赤星憲広に対しては「赤星は控えで、代走要員」とコメント。キャンプにおいて赤星は必死に存在をアピールした。実際には星野の構想の中で赤星の中堅手レギュラーは確定しており、「赤星はガンガン言って、向かってこさせて伸びるタイプだから、あえてそういう発言をした」ものだった。赤星は5年連続盗塁王を獲得するなどリーグを代表する選手に成長した。
- 今岡誠は「とてもシビアでした。勝っていても6回で（遊撃の）藤本に久慈さんを入れ（二塁の）私のところに田中秀太を守備固めで使いました。スキを見せない。妥協しません。」と述べている。

楽天監督時代
- 入団から4年間一軍出場がなかった銀次の才能を見抜き監督就任2年目の2012年からレギュラーとして起用するとこれ以降楽天の中心打者にまで成長した。
- 監督に就任した最初のドラフト会議で塩見貴洋（八戸大学）を1位指名。星野は指名した理由について「左ならこの子と目を付けていた」と明かし、大学時代から評価していた。その塩見を1年目から先発として一軍で起用すると塩見は楽天球団の左投手としては初めて2011年に規定投球回に到達する活躍を見せた。
- 2013年に入団したアンドリュー・ジョーンズとケーシー・マギーに対してはメジャーでの実績に配慮した対応を見せた。マギーは最初、星野が怖かったと言い、来日前に調べると「闘将」の逸話ばかりだった。だが、3月に外国人選手だけの食事会に呼ばれると印象が大きく変わった。「『ミスター・ベースボール』の中日の監督は、星野監督がモデルなんですか?」と来日した大リーガーが主人公の映画について尋ねると星野監督は「そうだよ」と笑顔で答え、話が弾んだ。威厳に満ちた外面とは正反対の気さくな人柄に触れ、心酔するきっかけの1つとなった。ジョーンズとマギーの活躍もあり、楽天は2013年にリーグ初優勝と初の日本一に輝いた。マギーは2013年限りで退団し、翌年2014年はジョーンズはマギーの退団による他球団による徹底したマークの集中により打撃不振に陥ると4番から一時外すなど遠慮はしなかった。ジョーンズは安打数を上回る四死球を記録するなど選球眼の良さが目立ったが低打率により2015年以降の契約は更新されなかった。ジョーンズの退団と同時に星野も監督を辞任した。星野の死去後にジョーンズは「とても偉大な方。日本の野球のことも、文化のことも、星野監督に教えて頂きました。」、マギーは「野球界、そして世界が、星野さんがいなくなり少し後退してしまいました。星野さんには感謝の気持ちしかありません。私が地球上に生きている限り、星野さんも私の心の中で生き続けます。」とそれぞれ感謝のコメントを残した。

## その他

### 親族
- 父・正田仙蔵は1898年に兵庫県神戸市で生まれ、岡山県邑久郡長船町（のちの瀬戸内市）で育つ。もともとは大樫姓で、正田（まさだ）家の養子となった[185][186]。後に名古屋市に出て航空技術者となり[187]、三菱重工業名古屋航空機製作所（三菱自動車工業の前身）に勤めていた。1943年、当時の岡山県児島郡福田町水島に三菱重工業水島航空機製作所が開設されると工長に昇格し、家族そろって郷里の岡山県に戻り福田町に移り住んだ。仙一が誕生する約3か月前の1946年10月、脳腫瘍により48歳で亡くなっている[188]。なお福田町は1953年6月1日付で倉敷市に編入されている。
- 母・敏子は1912年に星野嘉市（尾張藩の藩医・浅野春道の曾孫）・まき夫妻の娘として愛知県幡豆郡（現在の西尾市）に生まれ、豊橋市で育つ。2歳のころに母・まきが病死し、父・嘉市とともに上京して浅草の紙問屋の娘となったが、関東大震災で損害を受けたため名古屋市に避難した[185][186]。名古屋市立第二高等女学校（名古屋市立向陽高等学校の前身の1つ）を出て、名古屋市内の病院で看護婦を勤め、1935年に敏子が勤務する病院に入院していた仙蔵と出会い結婚した（ただし、双方とも後継ぎだったため入籍はしていない）[185][186]。仙蔵が亡くなった後の敏子は、農家の手伝いなど力仕事を経て三菱重工水島工場（のちに三菱自動車水島工場）の寮母として働く傍ら、女手一つで仙一と2人の姉を育てた[189][190]。「最後に生まれた子供が（母方の）星野姓を継ぐ」という条件で結婚を認められたため、末っ子の仙一が星野姓を継ぐことになった[185][186]。仙一が阪神監督としてリーグ優勝する2日前の2003年9月13日、91歳で亡くなった。仙一が唯一の男子であったことから逞しく育ってほしいという気持ちが強く躾は厳しく弱音も認めないほどだった。ただし暴れん坊ぶりを男らしいとも思っていたからか、やんちゃをしても叱ることはなかったという[191]。
- 姉2人は仙一と実の姉弟でありながら姓が違い、結婚まで父方の正田姓を名乗っていた[185][186]。
- 妻の扶沙子（1946-1997）は、戦前に駐独大使などを務めた外交官の来栖三郎の孫で[192]。1945年8月6日に広島市内で原爆により母の胎内で被爆。そのこともあって仙一が結婚の挨拶に訪れた際、「被爆しているから早死するかも知れない。それでもいいの」と母親に問われた時に、「それでも構いません」と言い切ったという[193]。妻との間に2人の娘を儲けた[194]。次女が結婚する際、夫の実家から「星野家が途絶えるのは惜しい」と、次女の夫が星野家に婿養子に入ることを提案された。仙一もこれを受け入れたため、次女の夫が星野の姓を継いでいる[195]。
- 筒井壮は甥[196][197]。

### 交友関係
野球関係では、中日時代の先輩にあたる板東英二、東京6大学時代の同学年生である田淵幸一・山本浩二（二人は法政大学）などとの親交が有名。北京オリンピック野球日本代表では田淵・山本がコーチとして入閣したほか、2010年に星野が楽天監督となった際には田淵をヘッドコーチに招聘した。田淵は「仙ちゃん」と呼んでいたが、阪神の監督、コーチの関係になって以降は「監督」と呼んでいた。
歌手の小田和正とは現役時代から30年来の友人で「仙ちゃん」、「和正」と呼ぶ仲で星野が楽天監督時代の2013年4月2日の本拠地開幕戦（対オリックス戦）では小田が始球式を務めたり、笑っていいとも!のテレフォンショッキングでは小田からの紹介で1984年2月15日に出演した。
元三井住友FG・日本郵政社長の西川善文、ファッションデザイナーのコシノヒロコと交友があった。星野の大阪後援会では西川が会長、コシノが副会長（婦人部部長）を務めていた。
藤木幸夫と親交があり両者の間には以前不祥事で大洋を解雇された選手を藤木が星野に引き取ってもらい中日で現役復帰にこぎつけたというつながりがあった。

## 詳細情報

### 年度別投手成績
| 年 度      | 球 団      | 登 板 | 先 発 | 完 投 | 完 封 | 無 四 球 | 勝 利 | 敗 戦 | セ 丨 ブ | ホ 丨 ル ド | 勝 率 | 打 者 | 投 球 回 | 被 安 打 | 被 本 塁 打 | 与 四 球 | 敬 遠 | 与 死 球 | 奪 三 振 | 暴 投 | ボ 丨 ク | 失 点 | 自 責 点 | 防 御 率 | W H I P |
| ---------- | ---------- | ----- | ----- | ----- | ----- | -------- | ----- | ----- | -------- | ----------- | ----- | ----- | -------- | -------- | ----------- | -------- | ----- | -------- | -------- | ----- | -------- | ----- | -------- | -------- | ------- |
| 1969       | 中日       | 49    | 16    | 6     | 1     | 1        | 8     | 9     | --       | --          | .471  | 754   | 187.2    | 157      | 24          | 45       | 3     | 9        | 99       | 0     | 1        | 72    | 65       | 3.12     | 1.08    |
| 1970       | 中日       | 41    | 24    | 6     | 1     | 0        | 10    | 14    | --       | --          | .417  | 835   | 205.0    | 172      | 19          | 63       | 4     | 4        | 146      | 3     | 0        | 90    | 83       | 3.64     | 1.15    |
| 1971       | 中日       | 35    | 6     | 0     | 0     | 0        | 9     | 5     | --       | --          | .643  | 419   | 103.2    | 99       | 11          | 20       | 2     | 1        | 72       | 0     | 0        | 46    | 40       | 3.47     | 1.15    |
| 1972       | 中日       | 48    | 0     | 0     | 0     | 0        | 9     | 8     | --       | --          | .529  | 404   | 98.2     | 71       | 12          | 39       | 9     | 5        | 70       | 1     | 0        | 33    | 22       | 2.01     | 1.11    |
| 1973       | 中日       | 44    | 15    | 7     | 1     | 3        | 16    | 11    | --       | --          | .593  | 676   | 166.0    | 134      | 16          | 55       | 9     | 3        | 96       | 2     | 1        | 57    | 56       | 3.04     | 1.14    |
| 1974       | 中日       | 49    | 17    | 7     | 1     | 1        | 15    | 9     | 10       | --          | .625  | 758   | 188.0    | 149      | 19          | 50       | 8     | 7        | 137      | 3     | 0        | 67    | 60       | 2.87     | 1.06    |
| 1975       | 中日       | 40    | 26    | 6     | 3     | 1        | 17    | 5     | 4        | --          | .773  | 883   | 217.2    | 208      | 20          | 48       | 9     | 11       | 112      | 2     | 0        | 71    | 67       | 2.77     | 1.18    |
| 1976       | 中日       | 20    | 20    | 6     | 3     | 1        | 10    | 6     | 0        | --          | .625  | 557   | 132.2    | 141      | 20          | 26       | 0     | 8        | 60       | 1     | 1        | 64    | 58       | 3.93     | 1.26    |
| 1977       | 中日       | 42    | 30    | 13    | 3     | 1        | 18    | 13    | 5        | --          | .581  | 1029  | 245.1    | 245      | 26          | 71       | 2     | 12       | 125      | 4     | 0        | 105   | 96       | 3.52     | 1.29    |
| 1978       | 中日       | 34    | 9     | 2     | 0     | 0        | 5     | 8     | 14       | --          | .385  | 404   | 92.0     | 106      | 10          | 36       | 6     | 2        | 47       | 0     | 0        | 55    | 50       | 4.89     | 1.54    |
| 1979       | 中日       | 28    | 25    | 4     | 1     | 0        | 10    | 7     | 0        | --          | .588  | 665   | 154.1    | 168      | 29          | 51       | 3     | 7        | 85       | 1     | 0        | 90    | 80       | 4.67     | 1.42    |
| 1980       | 中日       | 29    | 22    | 4     | 1     | 0        | 6     | 12    | 1        | --          | .333  | 573   | 129.2    | 143      | 25          | 44       | 3     | 6        | 70       | 2     | 1        | 79    | 73       | 5.07     | 1.44    |
| 1981       | 中日       | 23    | 23    | 4     | 0     | 0        | 10    | 9     | 0        | --          | .526  | 602   | 142.0    | 152      | 20          | 37       | 4     | 4        | 69       | 3     | 0        | 67    | 62       | 3.93     | 1.33    |
| 1982       | 中日       | 18    | 10    | 1     | 0     | 0        | 3     | 5     | 0        | --          | .375  | 303   | 66.0     | 77       | 15          | 21       | 0     | 3        | 37       | 0     | 0        | 43    | 39       | 5.32     | 1.48    |
| 通算：14年 | 通算：14年 | 500   | 243   | 66    | 15    | 8        | 146   | 121   | 34       | --          | .547  | 8862  | 2128.2   | 2022     | 266         | 606      | 62    | 82       | 1225     | 22    | 4        | 939   | 851      | 3.60     | 1.23    |

- 各年度の太字はリーグ最高

### 打撃成績
534打数134安打（.205）15本 59打点

### 年度別監督成績
| 年 度      | 球 団      | 順 位      | 試 合 | 勝 利 | 敗 戦 | 引 分 | 勝 率 | ゲ ｜ ム 差             | 本 塁 打                | 打 率                   | 防 御 率                | 年 齡                   |
| ---------- | ---------- | ---------- | ----- | ----- | ----- | ----- | ----- | ----------------------- | ----------------------- | ----------------------- | ----------------------- | ----------------------- |
| 1987       | 中日       | 2位        | 130   | 68    | 51    | 11    | .571  | 8.0                     | 168                     | .265                    | 3.64                    | 40歳                    |
| 1988       | 中日       | 1位        | 130   | 79    | 46    | 5     | .632  | (12.0)                  | 131                     | .258                    | 3.20                    | 41歳                    |
| 1989       | 中日       | 3位        | 130   | 68    | 59    | 3     | .535  | 15.5                    | 149                     | .256                    | 3.68                    | 42歳                    |
| 1990       | 中日       | 4位        | 131   | 62    | 68    | 1     | .477  | 26.0                    | 162                     | .264                    | 4.26                    | 43歳                    |
| 1991       | 中日       | 2位        | 131   | 71    | 59    | 1     | .546  | 3.0                     | 178                     | .262                    | 3.59                    | 44歳                    |
| 1996       | 中日       | 2位        | 130   | 72    | 58    | 0     | .554  | 5.0                     | 179                     | .278                    | 4.01                    | 49歳                    |
| 1997       | 中日       | 6位        | 136   | 59    | 76    | 1     | .437  | 24.0                    | 115                     | .243                    | 4.33                    | 50歳                    |
| 1998       | 中日       | 2位        | 136   | 75    | 60    | 1     | .556  | 4.0                     | 100                     | .248                    | 3.14                    | 51歳                    |
| 1999       | 中日       | 1位        | 135   | 81    | 54    | 0     | .600  | (6.0)                   | 120                     | .263                    | 3.39                    | 52歳                    |
| 2000       | 中日       | 2位        | 132   | 69    | 63    | 0     | .523  | 8.0                     | 111                     | .266                    | 4.19                    | 53歳                    |
| 2001       | 中日       | 5位        | 140   | 62    | 74    | 4     | .456  | 15.0                    | 98                      | .253                    | 3.48                    | 54歳                    |
| 2002       | 阪神       | 4位        | 140   | 66    | 70    | 4     | .485  | 19.0                    | 122                     | .253                    | 3.41                    | 55歳                    |
| 2003       | 阪神       | 1位        | 140   | 87    | 51    | 2     | .630  | (14.5)                  | 141                     | .287                    | 3.53                    | 56歳                    |
| 2011       | 楽天       | 5位        | 144   | 66    | 71    | 7     | .482  | 23.5                    | 53                      | .245                    | 2.85                    | 64歳                    |
| 2012       | 楽天       | 4位        | 144   | 67    | 67    | 10    | .500  | 7.5                     | 52                      | .252                    | 2.99                    | 65歳                    |
| 2013       | 楽天       | 1位        | 144   | 82    | 59    | 3     | .582  | (7.5)                   | 97                      | .267                    | 3.51                    | 66歳                    |
| 2014       | 楽天       | 6位        | 104   | 47    | 57    | 0     | .451  | 17.0                    | 78                      | .255                    | 3.97                    | 67歳                    |
| 通算：17年 | 通算：17年 | 通算：17年 | 2277  | 1181  | 1043  | 53    | .531  | Aクラス10回、Bクラス7回 | Aクラス10回、Bクラス7回 | Aクラス10回、Bクラス7回 | Aクラス10回、Bクラス7回 | Aクラス10回、Bクラス7回 |

- 2000年、出場停止5日間の3試合（1勝2敗）は通算成績に含まない（監督代行は島野育夫）
- 1987年から1996年は130試合制、1997年から2000年は135試合制（引き分けは再試合）、2001年から2004年は140試合制、2007年から144試合制
- 太字は日本一
- 優勝年のゲーム差は2位とのゲーム差
- 2014年、病気療養期間59日間の40試合（17勝23敗）は通算成績に含まない（監督代行は佐藤義則→大久保博元）

ポストシーズン
| 年度 | 球団 | 大会名                                                   | 対戦相手                               | 勝敗                         |
| ---- | ---- | -------------------------------------------------------- | -------------------------------------- | ---------------------------- |
| 1988 | 中日 | 日本シリーズ                                             | 西武ライオンズ （パ・リーグ1位）       | 1勝4敗＝敗退                 |
| 1999 | 中日 | 日本シリーズ                                             | 福岡ダイエーホークス （パ・リーグ1位） | 1勝4敗＝敗退                 |
| 2003 | 阪神 | 日本シリーズ                                             | 福岡ダイエーホークス （パ・リーグ1位） | 3勝4敗＝敗退                 |
| 2013 | 楽天 | パ・リーグ クライマックスシリーズ ファイナルステージ(※1) | 千葉ロッテマリーンズ （パ・リーグ3位） | 4勝1敗＝日本シリーズ進出(※2) |
| 2013 | 楽天 | 日本シリーズ                                             | 読売ジャイアンツ （セ・リーグ1位）     | 4勝3敗＝日本一               |

- 勝敗の太字は勝利したシリーズ

※1 クライマックスシリーズファイナルステージは6試合制で先に4勝したチームの優勝、リーグ優勝チームに1勝のアドバンテージ
※2 アドバンテージの1勝を含む
オリンピックにおける野球競技
2008年に行われた北京オリンピック野球競技では、監督として日本代表を指揮した。
| 年度   | 大会名           | チーム名 | 勝敗 |
| ------ | ---------------- | -------- | ---- |
| 2008年 | 北京オリンピック | 日本代表 | 4位  |

- アジア予選 決勝リーグ
  - 12月1日 ○ 10-0  フィリピン
  - 12月2日 ○ 4-3  韓国
  - 12月3日 ○ 10-2  台湾（チャイニーズ・タイペイ）
- 予選リーグ
  - 8月13日 ● 2-4  キューバ
  - 8月14日 ○ 6-1  台湾
  - 8月15日 ○ 6-0  オランダ
  - 8月16日 ● 3-5  韓国
  - 8月18日 ○ 1-0  カナダ
  - 8月19日 ○ 10-0  中国
  - 8月20日 ● 2-4  アメリカ
- 準決勝
  - 8月22日 ● 2-6  韓国
- 3位決定戦
  - 8月23日 ● 4-8  アメリカ

### タイトル
- 最高勝率：1回（1975年）※当時連盟表彰なし[注 8]
- 最多セーブ投手：1回（1974年）※セ・リーグ初、沢村賞との同時受賞は史上唯一

### 表彰
- 沢村栄治賞：1回（1974年）※シーズン10セーブは受賞者最多
- 月間MVP：2回（1975年9月、1977年8月）
- 野球殿堂エキスパート部門（2017年）
- 正力松太郎賞：2回（2003年、2013年）※監督として表彰
- パ・リーグ最優秀監督賞（2013年）
- 報知プロスポーツ大賞特別功労賞（2003年）
- 朝日スポーツ賞（2003年）
- 毎日スポーツ人賞感動賞（2003年）
- ビッグスポーツ賞特別功労賞（2014年）

### 記録
初記録
- 初登板・初先発：1969年4月13日、対広島東洋カープ3回戦（広島市民球場）、2回3失点で敗戦投手
- 初勝利・初先発勝利：1969年5月5日、対広島東洋カープ6回戦（福井県営球場）、6回2/3を1失点
- 初奪三振：同上、1回裏に山本浩司から
- 初完投：1969年5月22日、対大洋ホエールズ9回戦（川崎球場）、8回3失点で敗戦投手
- 初完投勝利：1969年9月3日、対広島東洋カープ20回戦（中日スタヂアム）、9回2失点
- 初完封勝利：1969年9月14日、対アトムズ24回戦（中日スタヂアム）
- 初セーブ：1974年4月22日、対読売ジャイアンツ2回戦（後楽園球場）、8回裏2死に2番手として救援登板・完了、1回1/3を無失点

節目の記録
- 100勝：1977年7月8日、対阪神タイガース12回戦（ナゴヤ球場）、9回3失点完投勝利 ※史上69人目
- 1000奪三振：1979年6月26日、対阪神タイガース13回戦（阪神甲子園球場）、1回裏にマイク・ラインバックから ※史上57人目
- 500試合登板：1982年10月12日、対阪神タイガース26回戦（ナゴヤ球場）、8回表に6番手で救援登板、1回3失点 ※史上50人目

その他の記録
- オールスターゲーム出場：6回（1969年、1974年 - 1976年、1979年、1981年）
- 1球敗戦投手：1978年9月19日、対ヤクルトスワローズ20回戦（草薙球場）、9回裏に大杉勝男にサヨナラ本塁打を被弾し敗戦 ※史上7人目

### 背番号
- 22（1969年 - 1970年）
- 20（1971年 - 1982年）
- 77（1987年 - 1991年、1996年 - 2003年、2011年 - 2014年）

## 星野仙一記念館

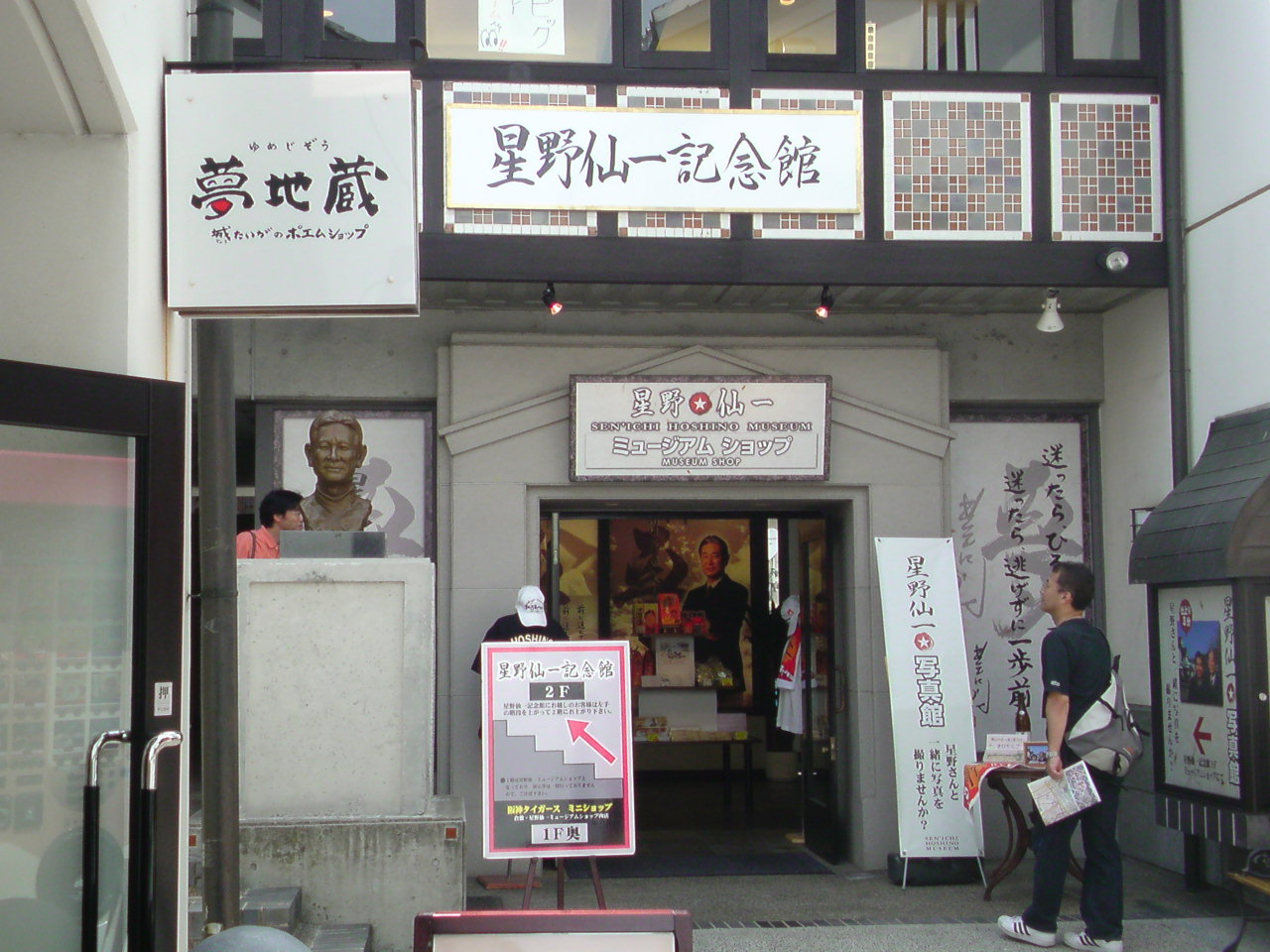
星野仙一記念館（2008年6月）

2008年3月、岡山県倉敷市美観地区にあるビル2階に星野仙一記念館がオープンした。星野が初めて買ってもらったグラブ、沢村賞の記念メダル、阪神監督時代にリーグ優勝を決めた試合のユニホームなどを約1000点を展示。2021年までに延べ約50万人が来館した。星野の友人の延原敏朗が館長を務めていたが高齢になり管理が難しくなったことなどから2021年11月30日で閉館した。展示品はすべて倉敷市に寄贈され、新たな展示場所で展示されることが検討されている。

## 出演

### テレビ番組
- プロ野球中継（解説）
  - NHKプロ野球（NHK総合orBS1）
  - CBCテレビプロ野球中継（CBC客員解説者だった1992年に出演）
  - 元気を日本に 日本プロ野球（日本テレビ系列。『1球の緊張感 THE LIVE』時代の2004年から2010年までの間、不定期で出演[204][205]）
    - 次の瞬間、熱くなれ。THE BASEBALL（広島テレビ 〈日本テレビ系列、ミヤギテレビとの2局ネット〉。楽天監督退任後の日テレ系列の全国中継への出演は無いものの、楽天戦のローカル中継には本数契約で出演していた）
- サンデースポーツスペシャル（NHK総合。1985年4月の開始から1986年11月まで司会者として出演し、2015年4月はマンスリーキャスターとして出演）
- サンデードラゴンズ（CBC客員解説者の1992年に出演、中日監督時代も出演したことがある）
- NHK特集（NHK総合）
  - 「監督～星野仙一のチーム改造～」（1987年3月30日）
  - 「勝利へのさい配～ベンチの中日・星野監督～」[206](1988年10月9日)
- にんげんマップ（NHK総合） - キャスター
- NHKスペシャル（NHK総合）
  - 「阪神を変えた男〜星野監督・改革の舞台裏〜」（2003年9月20日）※死去後の2018年1月11日『BS特集』にて初の再放送。
  - 「監督 星野仙一 知られざる戦略〜北京五輪への道〜」（2007年12月8日）[207]。
  - 「東北楽天 被災地に誓った初優勝」（2013年10月2日）
- 第54回NHK紅白歌合戦（NHK総合・ラジオ第1、2003年12月31日） - 審査員
- NHK人間講座（NHK教育、2004年8月 - 9月期） - 月曜枠に於いて、「人を動かす 組織を動かす」をテーマに講師を務める。
- BS特集「大リーグを復活させた男たち～星野仙一・アメリカ野球紀行～」（NHK BS1、2005年7月9日）
- 課外授業 ようこそ先輩（NHK総合、2005年1月30日）
- 居酒屋の星野仙一（NHK BS2）ゲスト、篠田正浩、小沢征爾、山本寛斎、小田和正、渡辺謙。小田の回は大豊泰昭が経営する台湾料理店で収録した。
- 東北を熱く 星野監督 4年間を語る（NHK仙台、2014年10月7日）
- ファミリーヒストリー（NHK総合、2015年5月22日、6月5日）※死去後の2018年1月10日に初の再放送。[208]
- NEWS ZERO（日本テレビ系列）- 2006年の番組開始から楽天監督就任までは、スペシャルキャスターとして不定期で出演。監督就任後も、プロ野球シーズンには、スポーツコーナーで試合終了後のコメントを「闘将、語る。Hoshino Voice」とのタイトルで放送することがあった。
- 世界に誇る50人の日本人 成功の遺伝史（日本テレビ、2013年12月30日）- スペシャルゲスト
- 明石家ジャパン（朝日放送テレビ・テレビ朝日系列）
- 徹子の部屋（テレビ朝日系列、2010年1月8日[209]他）
- SMAP×SMAP（関西テレビ・フジテレビ系列、2003年12月29日）-「ビストロSMAP」ゲスト
- ボクらの時代（フジテレビ、2017年9月3日）-「星野仙一×ビートたけし×松尾雄治」の対談。三人の母校である明治大学の駿河台キャンパスで行われた。
- 日経スペシャル カンブリア宮殿 「強いリーダーとは?“カミナリ親父”星野仙一が吠える!」（テレビ東京系列、2008年4月7日）- 出演時、野球日本代表監督[210]。

他多数

### ラジオ番組
- プロ野球中継（解説）
  - NHKプロ野球（NHKラジオ第1）
  - CBCラジオナイター（CBCラジオ。CBC客員解説者だった1992年に出演）
- 星野仙一の熱血・仙一夜（MBSラジオ。パーソナリティ）
- ドラ魂KING（CBCラジオ）2017年12月12日にゲスト出演。生前最後のラジオ生出演となった[211]。

### CM
- キリンビール「でらうま」
- 日刊スポーツ
- 上新電機
- NTT「フレンティア」
- 永田屋仏壇店（1982年）- 木俣達彦と共演、共に声の出演のみ
- ゼブラ「SHARBO」（1983年 - 1987年）
- ラグラックス信和（1984年 - 1995年）
- 松下電器産業「ディスクロード」（1984年 - 1987年）
- ハウス食品
  - 具入りで（1984年 - 1985年）
  - カレーはハウス（1994年）- 山本浩二、田淵幸一と共演。
  - カレーでファイト!（2008年） - 山本、田淵、黒谷友香と共演
- 日清製油「サラダ油セット」（1984年）
- 大京観光「ライオンズマンション」（1984年 - 1987年）
- 月星化成「MR.BROWN」（1985年）
- 日本航空「福岡=名古屋線就航」（1985年）
- 郵政省「レタックス」（1986年）
- 愛知県知事選（1987年）
- フィリップス「シェーバー」（1988年 - 1990年）
- 公共広告機構
  - 駐車違反をなくそう（1988年 - 1989年）
  - 骨髄バンク（2004年 - 2005年）
- 第一製薬「センロック」（1989年 - 1991年）[212]
- 東京中日スポーツ（1996年）
- 佐鳴予備校（1997年 - 2011年）
- 日本メディアシステム（2000年）
- 岡山県（2003年）
- キリンビバレッジ「FIRE」（2004年 - 2005年）
- アメリカンホーム保険「ザ・おとなの医療保険」（2004年 - 2008年）
- 大和証券（2004年）
- 中日本高速道路「名神リフレッシュ工事」（2004年）
- 佐藤製薬「ストナ」（2004年 - 2010年）
- セントラル警備保障（2007年 - 2018年）[213]
- 内閣府「ストップ! いじめ」（2007年）
- イオン「星野レポート」（2007年 - 2008年）
- 新日本石油（2007年 - 2008年）
- 関西電力（2008年 - 2011年）
- さくら不動産「セレッソコート」（2008年）

## 書籍

### 著書

#### 単著
- 『星野仙一の巨人軍と面白く戦う本』（1983年4月1日、文藝春秋）ISBN 978-4163380209
- 『星野仙一のすばらしき野球野郎』（1983年7月1日、日刊スポーツ出版社）ISBN 978-4817200662
- 『野球スペシャル』（1986年7月15日、文藝春秋）ISBN 9784163407401
- 『燃えて勝つ 我れ再び巨人と闘わん』（1987年2月17日、実業之日本社）ISBN 4408130826
- 『星野仙一のインターネット熱闘譜』（1996年11月30日、ごま書房）ISBN 9784341081287
- 『燃えた、信じた、勝った！ '99・V奪回までの「炎のことば」全記録』（1999年11月20日、東京新聞出版局）ISBN 4808306921
- 『ハードプレイ・ハード 勝利への道』（2000年3月10日、文藝春秋）ISBN 9784163560304
  - 『勝利への道』（2002年4月8日、文藝春秋 文春文庫）ISBN 9784167656348 - 前出の『ハードプレイ・ハード 勝利への道』の文庫化及び一部改定版
- 『迷ったときは、前に出ろ！ タイガース再生への道、険しくとも』（2002年10月15日、主婦と生活社）ISBN 9784391126938 - 星野仙一:語り下ろし
  - 『迷ったときは、前に出ろ！ 新装版』（2008年3月23日、青志社）ISBN 9784903853239 - 星野仙一:語り下ろし
- 『星野仙一闘将日記』（2003年9月30日、実業之日本社）ISBN 9784408395371
  - 『完全燃焼：闘将日記完結編』（2003年11月19日、実業之日本社）ISBN 9784408395463
- 『夢 命を懸けたV達成への647日』（2003年10月3日、角川書店）ISBN 978-4-0488-3851-1
- 『星野仙一勇退記念カード「夢」』（2004年1月29日、ベースボール・マガジン社）ISBN 9784583042183
- 『人を動かす組織を動かす』（2004年7月、NHK人間講座、NHK出版）
- 『シンプル・リーダー論 命を懸けたV達成への647日』（2005年4月7日、文藝春秋 文春文庫）ISBN 9784167679453
- 『やるだけやったら、それでいい。 愛と勇気のリーダー語録』（2007年3月2日、PHP研究所）ISBN 9784569690254
- 『星野流』（2007年11月8日、世界文化社）ISBN 9784418076024 - 内容の大半が『ハードプレイ・ハード―勝利への道』と重複。
  - 『星野流 改訂版』（2011年2月15日、世界文化社）ISBN 9784418116003

#### 共著・編著
- 『闘将・星野 ドラゴンズV1五つの秘密』（共著者:中日番記者グループ）（1988年10月20日、未来出版）ISBN 9784943901198
- 『人を動かす人を活かす』（共著者:山本七平）（1989年2月10日、かんき出版）ISBN 4761252545
- 『こころのキャッチボール 星野仙一「夢」対談』（編著:星野仙一）（1993年10月20日、エフエー出版）ISBN 9784872080490
- 『選手たちよくやった!』（共著者:NHK衛星ハイビジョン局「星野仙一」取材班）（2003年10月25日、日本放送出版協会）ISBN 9784140808238

### 関連書籍
- 『炎の監督星野仙一ハイライト おれがVを決める！』（著者:野球ペンの会）（1987年3月1日、すばる書房）ISBN 9784882520238
- 『星野が燃える』（著者:竹内正毅）（1987年3月25日、池田書店）ISBN 9784262143729
- 『吠えろ仙一 燃える男・星野仙一へのラブコール』（著者:佐藤有一）（1987年4月1日、有朋社）ISBN 9784946376146
- 『監督室 星野仙一、愛とゲンコツのメッセージ』（著者:越智正典）（1988年2月25日、総合エンタープライズ）ISBN 9784915703003
- 『栄光のドラゴンズ元年 星野新聞優勝記念号』（著者:梅田香子）（1988年10月1日、河出映像センター）ISBN 9784309900469
- 『星野仙一 魅力ある男だけが生き残る 新しい時代の管理学』（著者:星野番記者グループ）（1988年10月20日、学習研究社）ISBN 9784051031046
- 『ドラキチ貞花のドラタイムズ「星野バンザイ!!」号』（著者:一龍斎貞花）（1988年11月10日、JICC出版局）ISBN 9784880634692
- 『その気にさせる星野監督術 ミラクル野球が10倍わかる本』（著者:江本孟紀）（1988年11月10日、ニッポン放送出版）ISBN 9784594003609
- 『監督論 星野仙一の戦略と戦術』（著者:玉木正之）（1988年11月16日、ネスコ）ISBN 9784890367498
- 『星野の時代 魅力のリーダー星野仙一の実戦勝利術』（編者:オフィス・ヒット）（1988年12月25日、GAKU PUBLISHER）ISBN 9784847010675
- 『星野仙一流「燃える集団」のつくり方 何が組織と人の意識を変革させるか』（著者:野見山茂）（1989年2月10日、こう書房）ISBN 9784769603283
- 『やるぜ！星野ドラゴンズ』（著者:児玉光雄）（1990年4月26日、講談社）ISBN 9784062034647
- 『一流の瞬間 星野仙一・落合博満・千代の富士』（著者:岩元晢）（1993年2月8日、エフエー出版）ISBN 9784872080377
- 『熱将 星野仙一』（著者:戸部良也）（2000年4月27日、KTC中央出版）ISBN 9784877581718
- 『星野仙一のファイトが出る発言録 その熱き血と統率力の研究』（著者:後藤寿一）（2002年4月30日、アートブック本の森/コアラブックス）ISBN 9784876938605
- 『星野仙一 猛虎革命』（著者:田尾安志）（2002年5月1日、小学館 小学館文庫）ISBN 9784094023176
- 『星野仙一 蘇る猛虎魂 “打倒巨人"を誓った二つの血脈』（著者:北岡士典）（2002年5月1日、ベストセラーズ）ISBN 9784584186725
- 『星野仙一「気」の管理術』（著者:南吾郎）（2002年6月10日、ラインブックス）ISBN 9784898091005
- 『星野仙一「戦い」の方程式 「今いちばん期待される男」のリーダー学』（著者:永谷脩）（2002年6月30日、三笠書房 王様文庫）ISBN 9784837961345
- 『星野式「悪」の処世術』（著者:江本孟紀）（2002年7月15日、飛鳥新社）ISBN 9784870315143
- 『星野仙一に学ぶ部下覚醒の心理学 「やる気」と「自信」を育てるリーダー論』（著者:児玉光雄）（2002年8月20日、河出書房新社）ISBN 9784309014869
- 『月刊 星野仙一』（著者:マガジン・マガジン）（2002年9月12日、マガジン・マガジン）ISBN 9784896445121
- 『勝利護身の神 星野仙一』（著者:伊藤和雄 咲本淳一）（2003年2月15日、文芸社）ISBN 9784835552729
- 『星野仙一 炎の監督術』（著者:高田実彦）（2003年4月10日、プレジデント社）ISBN 9784833417785
- 『猛虎万歳 星野阪神物語』（著者:朝吹颯）（2003年7月25日、ラインブックス）ISBN 9784898091302
- 『優勝へ！星野阪神「大躍進の秘密」』（著者:田尾安志）（2003年8月1日、小学館 小学館文庫）ISBN 9784094023183
- 『星野仙一の「GM型」常勝革命』（著者:豊田泰光）（2003年8月22日、講談社）ISBN 9784062120739
- 『星野仙一猛虎録』（編者:タイガース名言編纂会）（2003年9月18日、ベストセラーズ）ISBN 9784584187760
- 『阪神優勝 星野仙一タイガース語録 熱き魂と統率力の研究』（著者:後藤寿一）（2003年9月30日、アートブック本の森/コアラブックス）ISBN 9784876939770
- 『「勝った！勝った!!勝ったんや!!!」 阪神優勝闘将星野後半戦56試合全猛語録』（著者:ランディ掛布）（2003年10月4日、竹書房）ISBN 9784812413821
- 『星野阪神の深層 知られざる637日』（著者:江尻良文）（2003年10月16日、東邦出版）ISBN 9784809403347
- 『星野仙一の悪を活かす人づくり 「団塊の世代」1000万人への熱きエール』（著者:永谷脩）（2003年10月25日、二見書房）ISBN 9784576031781
- 『デイリー女性記者 猛虎に密着す！ 星野阪神Vの軌跡』（著者:船曳陽子）（2003年10月26日、大和出版）ISBN 9784804761022
- 『星野仙一勝ちたいんやッ 「七つの顔を持つ男」はこうしてダメ虎を甦らせた』（著者:大下英治）（2003年10月31日、徳間書店）ISBN 9784198617493
- 『拝啓 星野仙一殿(10) あなたはみごとに20世紀野球を超えた』（著者:鈴木民二 伊東千晶 阪神タイガース研究会）（2003年11月30日、新風書房）ISBN 9784882695387
- 『星野仙一 決断のリーダー論』（著者:島村俊治）（2004年2月10日、ゴマブックス）ISBN 9784777100217
  - 『星野仙一 決断のリーダー論』（著者:島村俊治）（2008年4月10日、ゴマブックス ゴマ文庫）ISBN 9784777150496
- 『勝ちたいんや！ 劇画・星野仙一物語』（作:小池一夫、画:川崎のぼる）（2004年7月6日、小池書院）ISBN 9784883158812
- 『われら星野党 星野仙一・夢に向かう道のり』（著者:西中和光）（2005年11月30日、彩流社）ISBN 9784779111303
- 『野村・星野・岡田 復活の方程式 阪神タイガースを変えた男たち』（著者:永谷脩）（2005年12月30日、イースト・プレス）ISBN 9784872576238
- 『こんな上司となら仕事がしたい 星野仙一が「理想の上司」と言われる理由』（著者:児玉光雄）（2007年9月25日、河出書房新社 KAWADE夢新書）ISBN 9784309503349
- 『星野仙一 「世界一」への方程式 トップを目指し続ける男の「頭の使い方」』（著者:永谷脩）（2008年5月2日、イースト・プレス）ISBN 9784872579192
- 『もしホシノさんがもう一度ドラゴンズの監督になったら ファン・OBが語るプロ野球チーム改革論』（編者:マイナビ新書編集部）（2011年11月26日、マイナビ マイナビ新書）ISBN 9784839940133
- 『一流コーチのコトバ 星野仙一、ザッケローニ、浅田真央、エディー・ジョーンズらの至言 「リーダーに大事なことはブレないこと」』（著者:松瀬学）（2014年3月14日、プレジデント社）ISBN 9784833420778
- 『星野仙一にみる名将の条件』（著者:江本孟紀）（2014年4月3日、双葉社 双葉新書）ISBN 9784575154368
- 『ONの“メッセージ" NHK『サンデースポーツ』司会:星野仙一「長嶋茂雄×王貞治 対談」完全版』（著者:ぴあ）（2015年9月1日、ぴあ）ISBN 9784835628493
- 『星野仙一「闘い」の方程式 トップを目指し続けた男の「人生哲学」』（著者:永谷脩）（2018年2月1日、イースト・プレス 文庫ぎんが堂）ISBN 9784781671659
- 『星野仙一 決断のリーダー論』（著者:島村俊治）（2018年2月3日、ゴマブックス）ISBN 978-4777100217
- 『僕しか知らない星野仙一』（著者:江本孟紀）（2018年3月22日、カンゼン）ISBN 9784862554628

## 関連情報

### 野球以外での表彰
ファッション関連
- 日本メガネベストドレッサー賞（スポーツ界部門：1993年）
- ベストドレッサー賞 （スポーツ・芸能部門：2003年）

その他
- 新語・流行語大賞 トップテン （2003年、「勝ちたいんや!」）
- ハッピーハンド （2003年） ※手形を寄贈[214]
- 倉敷市市民栄誉賞：2回 （2003年、2013年）
- 倉敷市スポーツ特別功労章 （2014年）[215]
- 倉敷市文化章 （2017年11月） 贈呈者は倉敷市長の伊東香織[216]
- 岡山県スポーツ特別顕賞：1回 （2017年11月） 贈呈者は岡山県知事の伊原木隆太[217]
- ベスト・ファーザー賞 in 関西 特別部門 （2018年） ※没後受賞

### VHS
- 『猛虎復活-闘将・星野仙一のチーム改革-』（2003年8月27日、NHKエンターブライズ) NSVA-7349

### DVD
- 『猛虎復活-闘将・星野仙一のチーム改革-』（2003年9月12日、NHKソフトウェア) NSDS-7350
- 『星野仙一物語～亡き妻へ贈る言葉』（2005年9月25日、TBS(GPミュージアムソフト) DMSM6334
  - 『星野仙一物語～亡き妻へ贈る言葉』（2018年7月27日、TBS(TCエンタテインメント) TCED4082
- 『星野仙一物語 泣くなセン！ 燃える男』（2005年9月25日、TBS(GPミュージアムソフト) DMSM6336
  - 『星野仙一物語 泣くなセン！ 燃える男』（2005年9月25日、TBS(TCエンタテインメント) TCED4083
- 『星野仙一物語 ～夢のかじりかけ～』（2006年7月5日、ユニバーサルミュージック) POBD60025

### ディスコグラフィ
- 「しのび逢い」（作詞：山口洋子・作曲：小谷充） JASRAC作品コード：040-5205-6
- 「街の灯が揺れる」（作詞：山口洋子・作曲：曽根幸明） JASRAC作品コード：080-5886-5

### 星野仙一役を演じた俳優・声優

#### ドラマ
- 東幹久：『泣くなセン!燃える男 星野仙一物語』（1988年12月31日、TBS系）
- 石橋貴明：『星野仙一物語 〜亡き妻へ贈る言葉』（2005年1月2日、TBS系）

#### アニメ
- 土師孝也：『勝利投手』
- 大塚明夫：『ミラクルジャイアンツ童夢くん』